# Miracles de Jesús

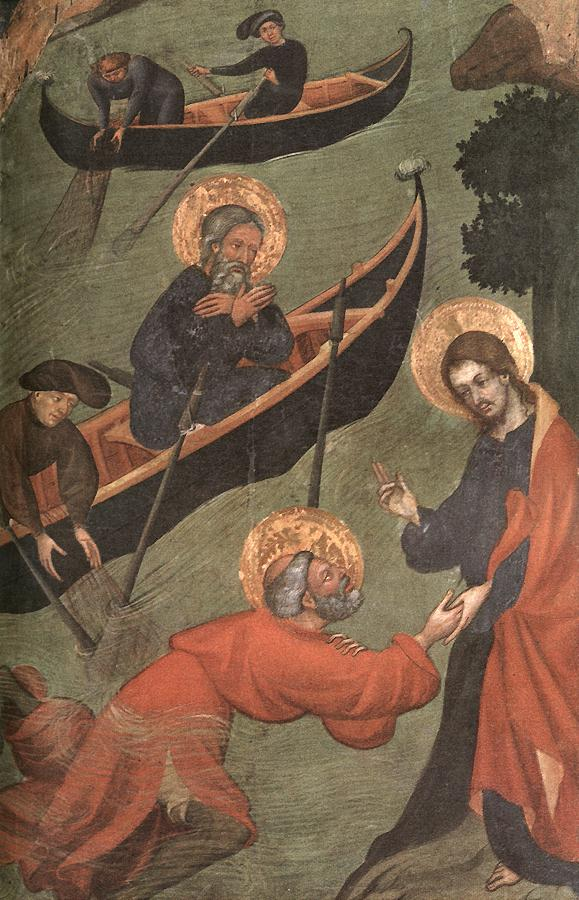
Jesús camina sobre l'aigua, de Lluís Borrassà, 1411

Els miracles de Jesús són les accions supranaturals realitzades per Jesús durant el seu ministeri, i que estan recollits als evangelis on, segons l'evangeli de sant Joan, tan sols hi ha recollits alguns d'aquests fets. Joan esmenta que: "Jesús va fer molts altres miracles no documentats. I si algú volgués descriure'ls un per un, em sembla que els llibres que es podrien escriure no cabrien en el món sencer".［Joan 21:25］ Aquests miracles es poden classificar en quatre grups: cures, exorcismes, resurrecció dels morts i control sobre natura.
Als evangelis sinòptics (Marc, Mateu, i Lluc), Jesús es nega a donar un senyal miraculós per demostrar la seva autoritat. A l'evangeli segons Joan, es diu que Jesús va realitzar set signes miraculosos que caracteritzen el seu ministeri, des de la conversió de l'aigua en vi al començament fins a la Resurrecció de Llàtzer.
Per a molts cristians i musulmans, els miracles són esdeveniments històrics reals. Altres, com alguns cristians liberals, consideren que aquestes històries són figuratives. El teòleg alemany Rudolf Karl Bultmann considera que no es tracta de fets reals, sinó d'al·legories destinades a ensenyar una veritat fonamental: que el perdó de Déu és infinit i sobrepassa les possibilitats humanes. Els historiadors no compten, de fet, amb elements per confirmar o refutar la informació sobre els miracles de Jesús, encara que alguns acadèmics cristians presentin arguments a favor de la historicitat dels miracles.

## Antecedents
Es creia àmpliament en els miracles en temps de Jesús. Déus i semidéus com Hèracles (més conegut pel seu nom romà, Hèrcules), l'Asclepi (un metge grec que es convertí en un déu) i Isis d'Egipte; de tots ells es tenia la creença que havien curat malalties i havien vençut la mort, per exemple ressuscitant morts.
Alguns pensaven que un mortal, si era prou famós i virtuós, podia fer el mateix; hi havia mites sobre filòsofs com Pitàgores i Empèdocles el qual es calmava vociferant a la mar, fent fora pestilències, i essent saludat com els déus, i de forma similar, alguns jueus creien que Eliseu el profeta havia curat leprosos i havia ressuscitat morts. Els suposats miracles d'Apol·loni de Tíana a finals del segle i, varen ser utilitzats per l'adversari dels cristians Hièrocles d'Alexandria per a sostenir que Crist no era ni original ni diví, un posicionament criticat per Eusebi de Cesarea.
Els primers Evangelis varen ser escrits contra aquest fons de creença hel·lenística i jueva en els miracles i altres actes meravellosos com a senyals (un terme fet servir explícitament a l'Evangeli segons Joan per descriure els miracles de Jesús) que acreditaven als homes savis.

## Tipus i motius
H. Van der Loos va establir dues categories principals de miracles de Jesús: els relacionats amb persones, com ara, la curació del cec de Betsaida, que globalment anomena "curacions", i aquells que "controlaven la natura", com, Jesús caminant sobre l'aigua. Els tres tipus de curacions són: cures on es cura una malaltia, exorcismes on els dimonis alliberen l'afectat i la resurrecció de morts. Entre aquests miracles, la Transfiguració de Jesús és únic, ja que el miracle li passa al mateix Jesús.
Una característica compartida entre tots els miracles de Jesús a les descripcions de'lEvangeli és que repartia beneficis lliurement i mai no demanava o acceptava cap forma de pagament per als seus miracles de curació, a diferència d'alguns alts sacerdots del seu temps els quals cobraven dels que es curaven. Jesús exigí als seus apòstols que continuessin actuant com ell ho va fer.［Mateu 10:8］

### Cures
El grup més gran de miracles esmentats al Nou Testament impliquen cures. Els Evangelis descriuen amb diferent nivell de detall cada episodi, així a vegades Jesús cura simplement dient unes quantes paraules, i a uns altres empra elements materials com una escopinada o fang. Generalment apareixen descrits als Evangelis sinòptics però no a l'Evangeli de Joan.
En aquests relats apareixen personatges rics i pobres amb un clar missatge que la malaltia no perdona ningú. Es fa esment sobre l'elevat cost dels metges fent notar que els pobres no comptaven amb cap mena de socors. Estar malalt suposava la pèrdua del treball i la consegüent pèrdua de tot recurs, la qual cosa li generava una dependència de tercers i podia ser abandonat, com en el cas del paralític al miracle de la curació a la piscina de Betzata de qui ningú s'ocupava. A més del missatge esperançador de la possible curació, aquests relats són una funció simbòlica per fer front a la misèria, animant a la solidaritat d'altres persones. De fet, l'Església va adoptar des del seu inici una orientació cap a les necessitats socials derivades de la malaltia.

#### Cecs
Hi ha quatre episodis diferents en què Jesús cura persones cegues.
L'Evangeli de Marc és l'únic lloc que explica Jesús la curació del cec de Betsaida.［Marc 8:22-26］
Tots tres evangelis sinòptics expliquen la curació del cec Bartimeu, mentre Jesús passava per la ciutat de Jericó, poc abans de la seva passió. Marc parla només d'un home nomenat Bartimeu que estava present i va ser curat, quan Jesús deixava Jericó, convertint-lo en una de les poques persones curades per Jesús.［Marc 10:46-52］ Mateu fa una narració similar amb dos homes cecs que es curen als afores de Jericó, però no dona cap nom.［Mateu 20:29-34］ Lluc també parla de dos homes cecs sense nom, però sembla que situï l'esdeveniment quan Jesús es dirigia a Jericó. Els sínòptics manifesten que Jesús coneixia un captaire (Marc dona el nom de bar-Timai o fill de Timai) que, tot i ser cec, encara identificava Jesús com el Messies jueu; Jesús deia que la fe de l'home l'havia curat, i "en recuperar la seva vista, podia seguir Jesús".［Lluc 18:35-43］
L'Evangeli de Mateu també narra la curació dels dos cecs què l'anomenaven "Fill de David". Jesús va tocar els seus ulls i va retornar la seva visió.［Mateu 9:27-31］
La curació del cec de naixement està descrita l'Evangeli segons Joan i es produeix durant el Festival dels Tabernacles, uns sis mesos abans de la passió de Jesús.
Jesús manifestava que la ceguesa de l'home no era deguda al pecat d'ell o dels seus pares.
Jesús va barrejar saliva amb terra i va posar el fang resultant sobre els ulls de l'home, i li va ordenar que es rentés els ulls a la piscina de Siloam. Un cop fet, l'home va poder veure.［Joan 9:1-12］

#### Leprosos
El miracle de la curació d'un leprós es va produir al començament del seu ministeri. Va sanar a un leprós, qui després es va encarregar d'oferir els sacrificis rituals prescrits pel codi deuteronòmic i pel codi sacerdotal. Jesús va demanar al leprós que no digués a ningú qui l'havia curat; però l'home el va desobeir, augmentant la fama de Jesús qui es va retirar a un lloc desert, però el varen seguir fins allà.［Mateu 8:1-4］, ［Marc 1:40-45］, ［Lluc 5:12-16］
El miracle de la curació de deu leprosos es va produir mentre estava de camí cap a Jerusalem. Jesús va enviar deu leprosos què havien demanat la seva ajuda als sacerdots, i varen sanar pel camí, però tan sols un Samaritan va tornar per donar-li les gràcies.［Lluc 17:11-19］

#### Paralítics
Els evangelis sinòptics descriuen l'episodi de la curació del paralític que va ser portat a Jesús en una llitera quan estava a Cafarnaüm.
Jesús li digué que els seus pecats estaven perdonats, un fet que va irritar als fariseus. Jesús els qüestiona si és més fàcil dir que els pecats d'algú siguin perdonats, o dir-li a l'home que s'aixequi i camini, una ordre que li donà a continuació davant la sorpresa dels fariseus.
Marc i Lluc manifesten que Jesús era en una casa a l'època, i que l'home va haver de ser baixat a través del sostre pels seus amics a causa de les multituds que bloquejaven la porta.［Mateu 9:1-8］, ［Marc 2:1-12］ i ［Lluc 5:17-26］
Una cura similar apareix a l'Evangeli de Joan com la curació a la piscina de Betzata. En aquesta cura Jesús també diu a l'home pren la teva llitera i camina.［Joan 5:1-18］ ［Mateu 12:9-13］

#### Dones
La curació d'una dona amb hemorràgies s'esmenta junt amb el miracle de la resurrecció de la filla de Jaire. Els Evangelis descriuen que mentre Jesús es dirigia a la casa de Jaire, una dona que havia estat patint hemorràgies durant 12 anys s'acostà a Jesús i va tocar el Tsitsit de la seva capa i es va curar instantàniament. Jesús es va girar cap a ella i, quan la dona es va avançar, li va dir "filla, la teva fe t'ha curat, pots anar-te'n en pau". ［Marc 5:21-43］, ［Mateu 9:18-26］ i ［Lluc 8:40-56］
Els Evangelis sinòptics descriuen com Jesús va curar la sogra de Pere en visitar casa seva a Cafarnaüm, quan estava reclutant els seus apòstols. La descripció dels Evangelis consideren que aquesta curació va propiciar que altra gent seguís Jesús.［Marc 1:29-34］, ［Lluc 4:38-39］, ［Mateu 8:14-15］
Mentre Jesús estava ensenyant dins una sinagoga durant el Sàbat, va curar una dona que estava encorbada a causa d'un mal esperit ja feia divuit anys i no podia incorporar-se.［Lluc 13:10-17］

#### Homes
Al miracle de la curació d'un hidròpic, Jesús va sanar un home malalt d'hidropesia a la casa d'un prominent fariseu el dia del Sàbat. Jesús justificava la cura preguntant: "Si un de vostè té un nen o un bou que cau a un pou en el dia del Sàbat, no el trauria immediatament?".［Lluc 14:1-6］
La curació de l'home de la mà paralitzada, recollida als tres Evangelis sinòptics, narra com Jesús ingressava a una sinagoga en Sàbat i trobava un home amb una mà esgarrada i el curava, desafiant la gent que allí es trobava què consideraven il·legítim actuar el dia del Sàbat, a la qual cosa Jesús els va interpel·lar: "Què és permès en dissabte: fer el bé o fer el mal, salvar una vida o deixar-la perdre?". L'Evangeli de Marc afegeix que la seva acció va enfurismar als Fariseus fins al punt que aquests varen tramar la seva mort junt amb els partidaris d'Herodes.［Mateu 12:10］, ［Marc 3:1-6］, ［Lluc 6:6-8］
El miracle de la curació del sord-mut de Decàpolis només apareix a l'Evangeli de Marc,［Marc 7:31-37］ on es narra que Jesús va anar a Decàpolis i va conèixer un home què era sord i mut, i el va curar. Primer li va tocar les orelles i la seva llengua després d'escopir, tot dient-li en arameu Efatà (Εφφαθα) !, que vol dir "obre't !".

#### Altres
El miracle de la curació del criat del centurió apareixen a Mateu 8:5-13 i Lluc 7:1-10. Aquests dos Evangelis narren com Jesús va curar el criat d'un centurió romà de Cafarnaüm. La similitud amb la curació del fill del funcionari reial també a la ciutat de Cafarnaüm, el qual és narrat a Joan 4:46-54, ha fet que alguns textos els considerin un únic episodi.
La curació de malalts de Genesaret apareix a Mateu 14:34-36 i Marc 6:53-56 i narra l'episodi en què Jesús visita la ciutat de Gennesaret durant la qual tots els que tocaven la seva capa es curaven.
Al mateix passatge de Mateu també es descriu el miracle del mut posseït per un dimoni després del qual Jesús va recórrer les ciutats i els pobles ensenyant a les seves sinagogues, proclamant les bones notícies del seu regne i curant totes les malalties.［Mateu 9:35-36］

### Exorcismes
Segons els tres Evangelis sinòptics, Jesús va realitzar molts exorcismes d'endimoniats. Aquests episodis no s'esmenten en l'Evangeli segons Joan. Jesús va destacar en la seva habilitat per expulsar diables en senyal del seu messianisme, i va autoritzar als seus deixebles a fer-ho igual en el seu nom.［Mateu 10:1:9］［Mateu 10:8:9］［Marc 6:7］［Lluc 9:1:9］［Lluc 10:17:9］［Marc 16:17:9］
Els set passatges d'exorcisme essencials als Evangelis sinòptics amb detalls i ensenyaments específics, són:
- L'endimoniat a la sinagoga de Cafarnaüm, on Jesús va exorcitzar un esperit maligne que cridava, "Per què et fiques amb nosaltres, Jesús de Natzaret? ¿Has vingut a destruir-nos? Ja sé prou qui ets: el Sant de Déu!".［Marc 1:21-28:9］ ［Lluc 4:31-37:9］

- L'endimoniat de Gèrasa, on la gent havia intentat encadenar un endimoniat però s'havia escapat, havia viscut en tombes i havia rondat pels turons, havia plorat i s'havia tallat. Jesús li va demanar el seu nom i l'home/diable li respongué que el seu nom era Legió, "... perquè som molts". Els endimoniats varen demanar que, si eren expulsats, els enviés a un grup de porcs que hi havia a prop, Jesús va accedir a la seva petició i a continuació es varen llençar al llac ofegant-se. Els porquers veren explicar a la gent del poble allò què havia passat, i quan varen poder veure que l'home estava sa, varen pregar a Jesús que se n'anés "perquè tenien gran temor". L'home, d'altra banda, va informar a tothom a Decàpolis d'allò què havia passat. Hi ha algunes discrepàncies sobre aquest exorcisme en particular; tant Marc com Lluc només esmenten un home posseït, si bé Mateu descriu dos homes amb possessió demoníaca alliberats per Jesús.［Mateu 8:28-34:9］, ［Marc 5:1-20:9］, ［Lluc 8:26-39:9］

- A la guarició de la filla d'una sirofenícia una dona demanava a Jesús que curés la seva filla, però deia Jesús, "tan sols he estat enviat a les ovelles perdudes d'Israel". La dona respongué: "Senyor: fins i tot els gossos mengen de les engrunes que cauen de la taula dels seus amos", per la qual cosa Jesús li deia que la seva filla es curava, i quan retornava la dona a casa trobava que això era veritable.［Mateu 15:21-28］ ［Marc 7:24-30］

- L'endimoniat mut i cec va ser curat per Jesús de forma que pogués parlar i veure. La gent se sorprenia i deia, "aquest podria ser el Fill de David?" Però els fariseus deien que era només "treu els dimonis pel poder de Beelzebul, el príncep dels dimonis".［Mateu 12:22-32］, ［Marc 3:20-30］, i ［Lluc 11:14-23］

- Un noi posseït per un dimoni es va dirigir a Jesús immediatament després de la seva transfiguració. Sembla que el noi havia escumejat per la boca, havia carrisquejat les seves dents, s'havia tornat rígid i mostrava clars símptomes d'epilèpsia. Els seguidors de Jesús no havien pogut expulsar el dimoni, i Jesús acusava la gent per la seva incredulitat, però quan el pare del noi va preguntar Jesús si podria curar-lo, va dir: "tot és possible pels que creuen". El pare no va dubtar que el noi es podria curar i Jesús així ho va fer.［Mateu 17:14-21］,［Marc 9:14-29］,［Lluc 9:37-49］

- El miracle de la curació dels endimoniats apareix en els Evangelis Sinòptics just després de la curació de la sogra de Pere, en Mateu 8:16-17, Marc 1:32-34 i Lluc 4:40-41. En aquest miracle Jesús curava gent i expulsava molts dimonis que sabien que ell era Crist.

- El miracle del mut posseït per un dimoni apareix a Mateu 9:32-34, immediatament després de la narració del miracle de curació dels dos cecs.［Mateu 9:27-31］ Un home que estava posseït pel dimoni i no podia parlar, va ser portat davant Jesús, qui expulsava el diable i l'home que havia estat mut va parlar.

Hi ha també mencions breus d'uns altres exorcismes, com aquell en què Jesús expulsa els set dimonis de Maria Magdalena.［Marc 16:9:9］, ［Lluc 8:2:9］

### Resurrecció dels morts
Els quatre Evangelis Canònics narren la Resurrecció de Jesús d'entre els morts però també relacionen altres tres ocasions en què Jesús dona vida a una persona morta:
- Resurrecció de la filla de Jaire.［Marc 5:21-43］ Jaire, un dels caps principals de la sinagoga, va demanar Jesús que curés la seva filla, però mentre Jesús anava de camí, uns homes li varen dir a Jaire que la seva filla havia mort. Jesús va intervenir per dir que només estava dormint i saixecaria amb les paraules Talita, cum —que vol dir: "Noia, aixeca't".

- Resurrecció del fill d'una viuda de Naïm.［Lluc 7:11-17］ Un home jove, fill d'una vídua, és portat a enterrar a Naïm. Jesús veu la pena de la mare, i fa que li digui que no plori. Acostant-se al taüt Jesús li diu a l'home què hi era dins que s'aixequés, i així ho va fer.

- La resurrecció de Llàtzer.［Joan 11:1-44］ Era un amic de confiança de Jesús què havia mort quatre dies abans què Jesús el fes ressuscitar.

### Control sobre la natura
Els Evangelis inclouen vuit narracions pre-resurrecció vinculats amb el poder de Jesús sobre la natura:
- La conversió de l'aigua en vi a un casament, quan l'amfitrió es queda sense vi. Els criats omplen gerres d'aigua a petició de Jesús i llavors aquest dona una mostra a provar a l'organitzador del banquet que valorà el contingut de les gerres com el millor vi del banquet.
- La pesca miraculosa［Lluc 5:1-11］ va tenir lloc al començament del ministeri de Jesús i aconsegueix que Pere, Jaume i Joan Evangelista s'unissin a Jesús com els seus apòstols.
- La multiplicació dels pans i dels peixos, és un miracle que es relaciona amb dos episodis similars: Jesús alimentant 4000 persones i Jesús alimentant 5000 persones, en els que Jesús, pregant a Déu aconsegueix convertir només una mica de pa i uns quants peixos, en menjar per milers d'homes, dones i nens; fins i tot hi va haver cistelles amb escreix.
- Jesús camina sobre l'aigua, el messies camina sobre un llac per anar a un vaixell.
- La Transfiguració de Jesús és la pujada de Jesús a la muntanya on es transforma de manera que el seu rostre brillava[18]
- La tempesta calmada, quan els deixebles despertaren Jesús durant una tempesta i ell aconsegueix que la tempesta s'aturés de cop. Jesús llavors reprèn els deixebles per manca de fe.
- El tribut del temple, un relat en què es troba una moneda a la boca d'un peix.［Mateu 17:24-27］

- La Maledicció de la figuera, en què Jesús va maleir una figuera, i aquesta es marceix.

Posteriorment a la seva resurrecció se li atribueix el miracle dels 153 peixos. Es tracta d'un episodi similar a la pesca miraculosa que apareix a l'Evangeli segons Joan. Joan:21:1-14.

## Interpretacions

### Interpretació cristiana tradicional
En general els cristians creuen que els miracles de Jesús són esdeveniments històrics reals i que els seus fets miraculosos eren una part important de la seva vida, que certificaven la seva divinitat i la unió hipostàtica, com ara la doble naturalesa de Jesús com Déu i Home. Segons aquest punt de vista, mentre les experiències de Jesús de gana, fatiga i mort eren proves de la seva humanitat, els miracles eren proves de la seva divinitat. Els autors cristians també veuen els miracles de Jesús no merament com actes de poder i omnipotència, sinó com actes d'amor i pietat; eren realitzats no per esglaiar els homes per la percepció d'omnipotència, sinó per mostrar compassió per la pecaminosa i soferta humanitat, amb un ensenyament específic per cada miracle.
Atès que, segons l'Evangeli de Joan,［Joan 20:30］ era impossible narrar tots els miracles realitzats per Jesús, l'Enciclopèdia Catòlica afirma que els miracles presents als Evangelis van ser seleccionats per un doble motiu: per la manifestació de la glòria de Déu, i també per al seu valor probatori. Jesús es referia als seus "treballs" com proves de la seva missió i la seva divinitat, i a Joan 5:36 manifestava que els seus miracles tenen un valor probatori més gran que el testimoni de Joan Baptista. A Joan 10:37-38 Jesús manifesta explícitament:

"Si no faig les obres del meu Pare, no em cregueu, però si les faig, i a mi no em creieu, creieu almenys aquestes obres. Així sabreu i coneixereu que el Pare està en mi, i jo, en el Pare"

Als ensenyaments cristians, els miracles eren tant un vehicle per al missatge de Jesús com ho eren les seves paraules. Molts dels miracles emfatitzen la importància de la fe, per exemple a la curació de deu leprosos,［Lluc 17:19］ Jesús no es refereix al seu poder sinó que diu:

"Aixeca't i vés-te'n: la teva fe t'hi ha salvat."

De manera similar, al miracle en què Jesús camina sobre l'aigua, l'apòstol Pere aprèn una lliçó important sobre la fe, ja que quan comença a dubtar de la seva fe, es comença a enfonsar.［Mateu 14:34-36］
Els autors cristians han assignat raons específiques per a cada miracle, per exemple, els autors Pentecost i Danilson suggereixen que el miracle en què Jesús camina sobre l'aigua se centrava en la relació de Jesús amb els seus apòstols i no en el fet sobrenatural en si mateix. Pensen que el miracle estava dissenyat específicament per Jesús per ensenyar els apòstols que, en trobar-se dificultats, havien de confiar en la seva fe en Crist, abans que res.
Els autors Donahue i Harrington Harrington argumenten que al miracle de la resurrecció de la filla de Jaire s'ensenya que la fe, encarnada en la dona amb hemorràgies, pot existir en situacions aparentment sense esperança, i és creient com la curació es pot aconseguir tal com succeeix amb la dona quan Jesús li diu "La teva fe t'ha curat".

### Cristianisme liberal
Els cristians liberals posen menys èmfasi en els esdeveniments miraculosos associats amb la vida de Jesús que en els seus ensenyaments. L'esforç per treure elements supersticiosos de la fe cristiana, va començar amb intel·lectuals reformistes cristians com Erasme i els Deistes als segles XV-XVII. Al segle xix, els autonomenats cristians liberals procuraven elevar els ensenyaments humanistes de Jesús com a estàndard per a una civilització mundial alliberada de tradicions cultuals i traces de creença pagana en fets sobrenaturals. El debat sobre si la creença en els miracles era una mera superstició o essencial per a acceptar la divinitat de Crist va constituir una crisi dins de l'església del segle xix, per a la qual es requerien acords teològics.
Els intents d'explicar els miracles amb base científica o racional no va comptar amb cap suport ni interès fins ben entrat el segle xx. La creença en l'autenticitat dels miracles va ser una de les cinc proves establertes el 1910 per l'Església Presbiteriana per distingir creients veritables de professors de la fe educats com "cristians liberals".
Els cristians liberals contemporanis preferien interpretar els miracles de Jesús com narratives metafòriques per entendre el poder de Déu.
No tots els teòlegs amb inclinacions liberals rebutgen la possibilitat d'existència dels miracles, però rebutjarien la polèmica què la negació o afirmació comporta.

### Altres visions
Segons opinava el grup Seminari de Jesús, probablement va curar algunes persones malaltes, però descrivien aquestes curacions com malalties psicosomàtiques, expressant-lo en termes actuals. Consideraven que sis de les curacions podien ser "probablement fiables". Molts membres d'aquest grup consideraven que Jesús practicava exorcismes, com Josephus, Philostratus, i altres que varen escriure sobre uns altres exorcistes contemporanis, però no creuen que les narracions de l'evangeli siguin una descripció acurada d'esdeveniments específics ni que els dimonis existiren. D'altra banda, no trobaven que cap dels miracles de control sobre la natura fossin esdeveniments històrics.

## Harmonia dels miracles als quatre Evangelis
Durant segles els autors cristians han revisat, n'han discutit i analitzat els miracles atribuïts a Jesús als Evangelis. En la majoria dels casos, els autors associen cada miracle amb ensenyaments específics que reflecteixen el missatge de Jesús. Els miracles realitzats per Jesús s'esmenten en dues seccions del Quran (suras 3:49 i 5:110) a grans trets i amb poc detall.
El nombre exacte de miracles depèn de com es compten, ja que a vegades dues curacions van seguides al mateix capítol de l'Evangeli i es presta a diferents interpretacions. Per exemple, al miracle de la resurrecció de la filla de Jaire, una dona es cura i un nen és ressuscitat, però els dos esdeveniments es narren normalment dins dels mateixos paràgrafs, i el fet que el nen tingués 12 anys i la dona hagués estat malalta durant 12 anys ha estat motiu de diverses interpretacions.
No sempre és clar que la narració de dos miracles a diferents Evangelis es refereixen al mateix esdeveniment. Per exemple, a la curació del criat del centurió, els Evangelis de Mateu［Mateu 8:5-13］ i Lluc［Lluc 7:1-10］ narren com Jesús curava el criat d'un centurió romà de Cafarnaüm a distància. L'Evangeli segons Joan ［Joan 4:46-54］ té un compte similar a la mateixa ciutat, però el personatge que es curava era el fill d'un oficial reial.
Els esdeveniments supranaturals com l'Anunciació que apareixen als Evangelis abans del començament del ministeri de Jesús, i els esdeveniments posteriors a la seva resurrecció, generalment no s'inclouen a la llista de miracles per Jesús.
A l'Evangeli segons Joan［Joan 20:30］ es fa esment específicament que els miracles enregistrats de Jesús eren només una part dels miracles realment fets. Cronològicament es poden classificar en quatre períodes: Preliminar, des del baptisme de Jesús fins a la vocació dels primers deixebles; tres períodes de la seva vida pública; darrers dies de Jesús, i posteriors a la Resurrecció.
| Número | Període          | Esdeveniment                                   | Mateu          | Marc          | Lluc          | Joan         |
| ------ | ---------------- | ---------------------------------------------- | -------------- | ------------- | ------------- | ------------ |
| 1      | Preliminar       | La conversió de l'aigua en vi                  |                |               |               | Joan 2:1-11  |
| 2      | Pública 1        | L'endimoniat a la sinagoga de Cafarnaüm        |                | Marc 1:21-28  | Lluc 4:31-37  |              |
| 3      | Pública 1        | La pesca miraculosa                            | Mateu 4:18-20  | Marc 1:16-20  | Lluc 5:1-11   |              |
| 4      | Pública 1        | Resurrecció del fill d'una vídua de Naïm       |                |               | Lluc 7:11-17  |              |
| 5      | Pública 1        | Curació d'un leprós                            | Mateu 8:1-4    | Marc 1:40-45  | Lluc 5:12-16  |              |
| 6      | Pública 1        | Curació del criat del centurió                 | Mateu 8:5-13   |               | Lluc 7:1-10   |              |
| 7      | Pública 1        | Curació de la sogra de Pere                    | Mateu 8:14-15  | Marc 1:29-34  | Lluc 4:38-41  |              |
| 8      | Pública 1        | Curació dels endimoniats                       | Mateu 8:16-17  | Marc 1:32-34  | Lluc 4:40-41  |              |
| 9      | Pública 1        | La tempesta calmada                            | Mateu 8:23-27  | Marc 4:35-41  | Lluc 8:22-25  |              |
| 10     | Pública 1        | L'endimoniat de Gèrasa                         | Mateu 8:28-34  | Marc 5:1-20   | Lluc 8:26-39  |              |
| 11     | Pública 1        | Curació del paralític                          | Mateu 9:1-8    | Marc 2:1-12   | Lluc 5:17-26  |              |
| 12     | Pública 1        | Resurrecció de la filla de Jaire               | Mateu 9:18-26  | Marc 5:21-43  | Lluc 8:40-56  |              |
| 13     | Pública 1        | Curació d'una dona amb hemorràgies             | Mateu 9:20-22  | Marc 5:24-34  | Lluc 8:43-48  |              |
| 14     | Pública 1        | Curació dels dos cecs                          | Mateu 9:27-31  |               |               |              |
| 15     | Pública 1        | El mut posseït per un dimoni                   | Mateu 9:32-34  |               |               |              |
| 16     | Pública 1        | Curació a la piscina de Betzata                |                |               |               | Joan 5:1-18  |
| 17     | Pública 1        | Curació de l'home de la mà paralitzada         | Mateu 12:9-13  | Marc 3:1-6    | Lluc 6:6-11   |              |
| 18     | Pública 1        | L'endimoniat mut i cec                         | Mateu 12:22-28 | Marc 3:20-30  | Lluc 11:14-23 |              |
| 19     | Pública 3        | Curació de la dona encorbada                   |                |               | Lluc 13:10-17 |              |
| 20     | Pública 2        | La multiplicació dels pans i dels peixos       | Mateu 14:13-21 | Marc 6:31-34  | Lluc 9:10-17  | Joan 6:5-15  |
| 21     | Pública 2        | Jesús camina sobre l'aigua                     | Mateu 14:22-33 | Marc 6:45-52  |               | Joan 6:16-21 |
| 22     | Pública 2        | Curació de malalts de Genesaret                | Mateu 14:34-36 | Marc 6:53-56  |               |              |
| 23     | Pública 2        | Guarició de la filla d'una sirofenícia         | Mateu 15:21-28 | Marc 7:24-30  |               |              |
| 24     | Pública 2        | Curació del sord-mut de Decàpolis              |                | Marc 7:31-37  |               |              |
| 25     | Pública 2        | Segona multiplicació dels pans                 | Mateu 15:32-39 | Marc 8:1-10   |               |              |
| 26     | Pública 2        | Curació del cec de Betsaida                    |                | Marc 8:22-26  |               |              |
| 27     | Pública 2        | Transfiguració de Jesús                        | Mateu 17:1-13  | Marc 9:2-13   | Lluc 9:28-36  |              |
| 28     | Pública 2        | Guarició d'un noi posseït d'un esperit maligne | Mateu 17:14-21 | Marc 9:14-29  | Lluc 9:37-49  |              |
| 29     | Pública 2        | El tribut del temple                           | Mateu 17:24-27 |               |               |              |
| 30     | Pública 3        | Curació d'un hidròpic                          |                |               | Lluc 14:1-6   |              |
| 31     | Pública 3        | Curació de deu leprosos                        |                |               | Lluc 17:11-19 |              |
| 32     | Pública 3        | Curació del cec de naixement                   |                |               |               | Joan 9:1-12  |
| 33     | Pública 3        | Curació del cec Bartimeu                       | Mateu 20:29-34 | Marc 10:46-52 | Lluc 18:35-43 |              |
| 34     | Pública 3        | Resurrecció de Llàtzer                         |                |               |               | Joan 11:1-44 |
| 35     | Darrers dies     | Maledicció de la figuera                       | Mateu 21:18-22 | Marc 11:12-14 |               |              |
| 36     | Darrers dies     | Curació del criat del summe sacerdot           | Mateu 26:47-56 | Marc 14:43-50 | Lluc 22:49-51 | Joan 18:3-12 |
| 37     | Post Resurrecció | La segona pesca miraculosa                     |                |               |               | Joan 21:1-24 |

## Tractament del tema a l'art
Des de l'art paleocristià es va començar a representar imatges sobre la religió cristiana amb il·lustracions preses de tradicions paganes, a partir del segle iii se'n va anar configurar per primera vegada una iconografia de representació sobre Jesús de Natzaret i els seus miracles. Aquestes primeres representacions van tenir lloc als sarcòfags trobats a les catacumbes de la ciutat de Roma, les imatges eren de gran simplicitat i difícil de diferenciar entre escenes com a La multiplicació dels pans i dels peixos i La conversió de l'aigua en vi. Eren imatges de signes, que s'aconseguien apreciar amb la repetició de figures i elements presos d'èpoques passades.
A la meitat del segle iii, la imatge de Jesús té dues representacions la de jove imberbe, normalment per associar-ho als «miracles de curació» i la de l'home barbat gairebé sempre mostrat així quan es troba entre els seus deixebles o exercint de «propagador de la fe». Per tant, Jesus representat jove i imberbe és la primera imatge que es va utilitzar com Crist miraculós de fets realitzats en la seva vida terrestre, és com es troba a les primeres pintures i relleus dels sarcòfags de les catacumbes romanes. Un dels atributs amb els que gairebé sempre se li representava era amb una llarga vara a la seva mà, i que és amb la que transforma l'aigua en vi, multiplica els pans o ressuscita a Llàtzer. Quan se'l representava en miracles de curació el gest és el de la imposició de la seva mà sobre el malalt, aquest gest està associat al símbol del perdó dels pecats.
Passats els primers segles a la vara representativa de la curació, li va ser afegida una creu al final com s'aprecia en un políptic d'ivori del segle VI conservat al Museu Archelógico Nazionale de Ravenna.
Les representacions primeres dels miracles de Jesús constaven de dues imatges juxtaposades, la de Jesús i la d'aquell qui rebia el do del miracle, amb aquesta simplificació s'aconseguia el reconeixement ràpid per part dels fidels, com succeïa en les resurreccions o en la Curació d'una dona amb hemorràgies, d'aquest miracle, segons Eusebi de Cesarea, a Paneas hi havia una escultura que mostrava a Jesús curant a la dona amb hemorràgies.

### Miracles més representats
Per entre tots els miracles narrats als evangelis —principalment per Mateu—, n'hi ha alguns que han estat els més repetits a la història de l'art. Entre els més representats de totes les èpoques es troben el de la Resurrecció de Llàtzer, —que es pot veure per primera vegada en les catacumbes de Marcel·lí i Pere—, La conversió de l'aigua en vi, Curació dels dos cecs i la del paralític.
A l'art de l'ivori es mostren també escenes dels miracles, una capsa reliquiari conservada a la catedral de Brescia torna a repetir el de sant Llàtzer junt amb la curació del cec de naixement. Al díptic conegut com «dels Miracles» d'època carolíngia (segle ix), en algunes de les seves plaques es troben algunes escenes miraculoses fetes per Crist, l'escultura de caràcter primitiu representa a Jesús imberbe i amb la vara ressuscitant a Llàtzer, la conversió de l'aigua en vi, la curació del leprós i la curació dels cecs. En aquest últim, Jesús allarga la mà per tocar els ulls del malalt. A la domus ecclesiae de Dura Europos hi ha frescos amb La curació del paralític o Crist caminant sobre l'aigua.
Del segle xiii existeix un gran mosaic de Jesús curant els esguerrats en la Karieh-Djami a Istanbul. Al Llibre de les Cerimònies de l'Imperi Romà d'Orient s'ha conservat l'ordre de la processó de les «Dotze festes de l'any» que tenien iconografia pròpia, entre les quals es troba el miracle de Llàtzer. Seguien sempre el mateix ordre: Anunciació, Nativitat, Presentació, Baptisme, Transfiguració, resurrecció de Llàtzer, entrada a Jerusalem, Crucifixió, Descendiment, Ascensió, Pentecosta i Dormició de Maria. A la Galleria degli Uffizi de Florència es conserva una Resurrecció de Llàtzer executada per Nicolás Forment el 1461. Giotto di Bondone va realitzar una resurrecció de Llàtzer per a la capella Scrovegni a Pàdua el 1304. Rafael Sanzio el 1515-1516 va realitzar els cartons de model per a tapissos, entre els que es conserven els que representen La pesca miraculosa i La curació del paralític que es mostren al Victoria and Albert Museum de Londres. El Greco va pintar el 1575 la curació del cec. A partir d'aquesta època han estat nombrosos els artistes que en algun moment han realitzat obres d'art amb aquest tema, entre ells Lluís Borrassà, Sebastiano del Piombo, Joan de Flandes, Guercino, Caravaggio, Rembrandt, Vincent van Gogh.

## Galeria de miracles

### Cures

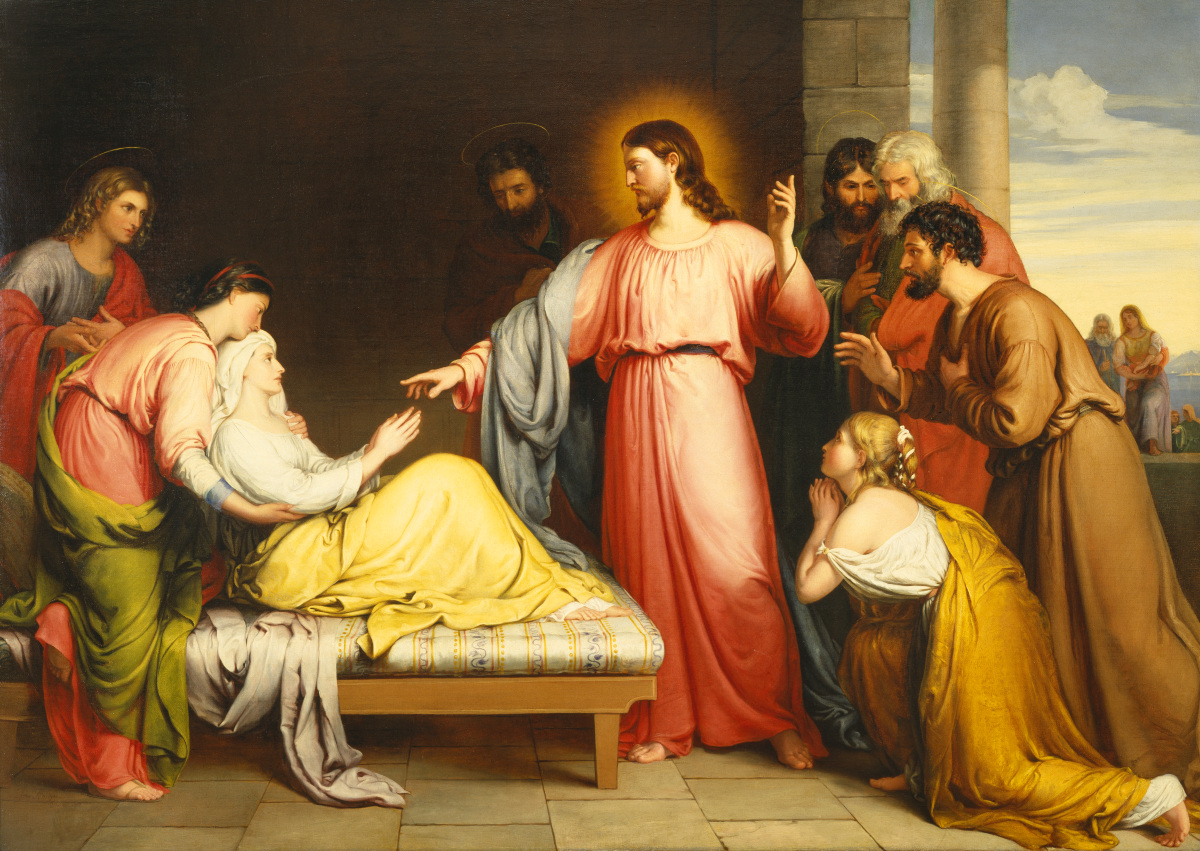
Curació de la sogra de Pere
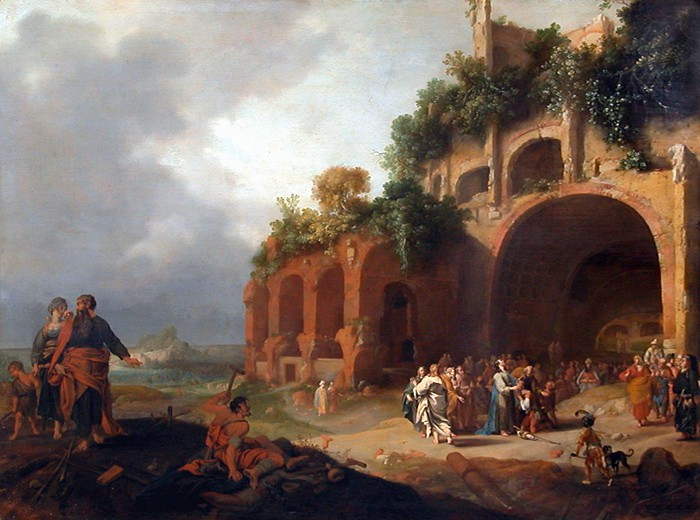
Curació del sord-mut de Decàpolis
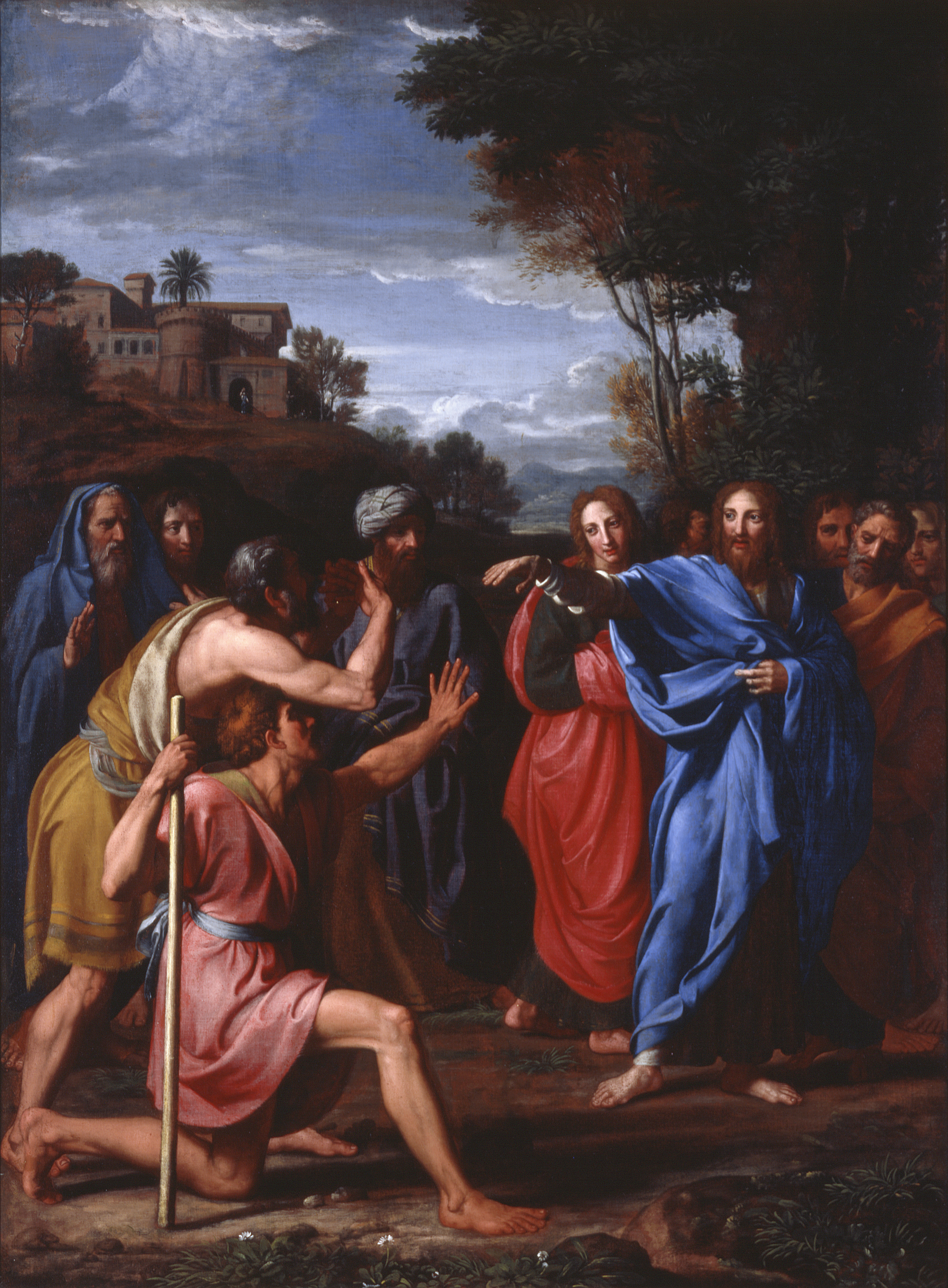
Curació del cec de naixement
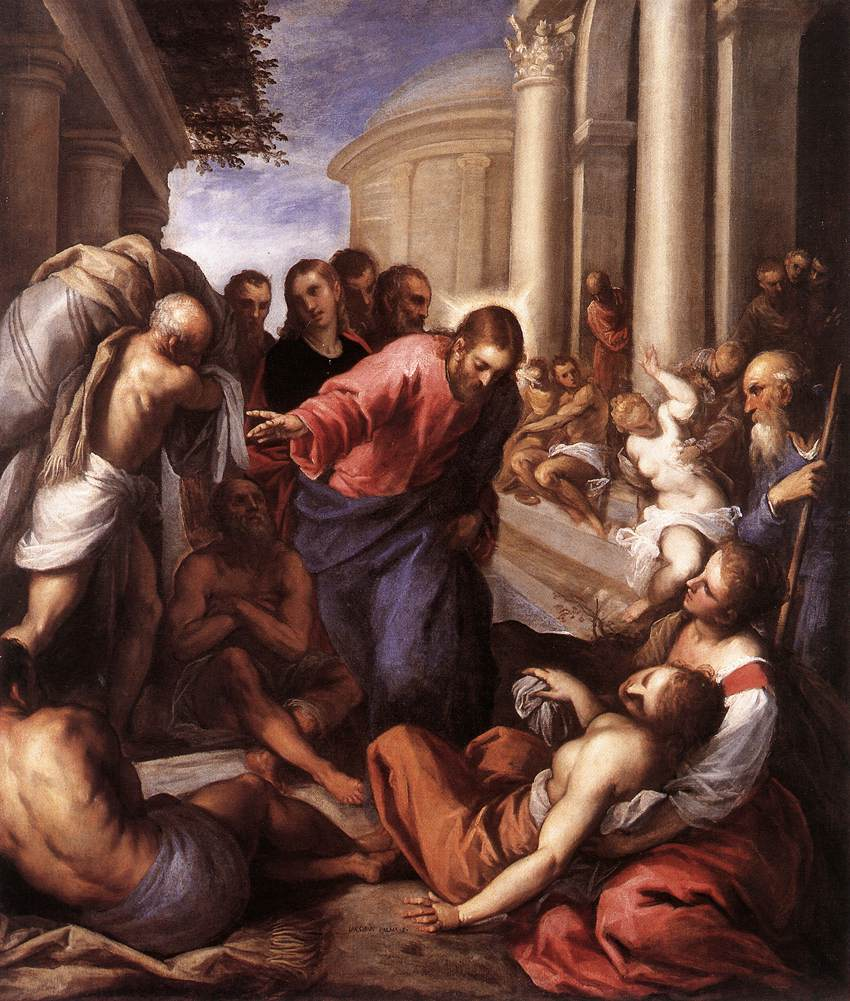
Curació a la piscina de Betzata
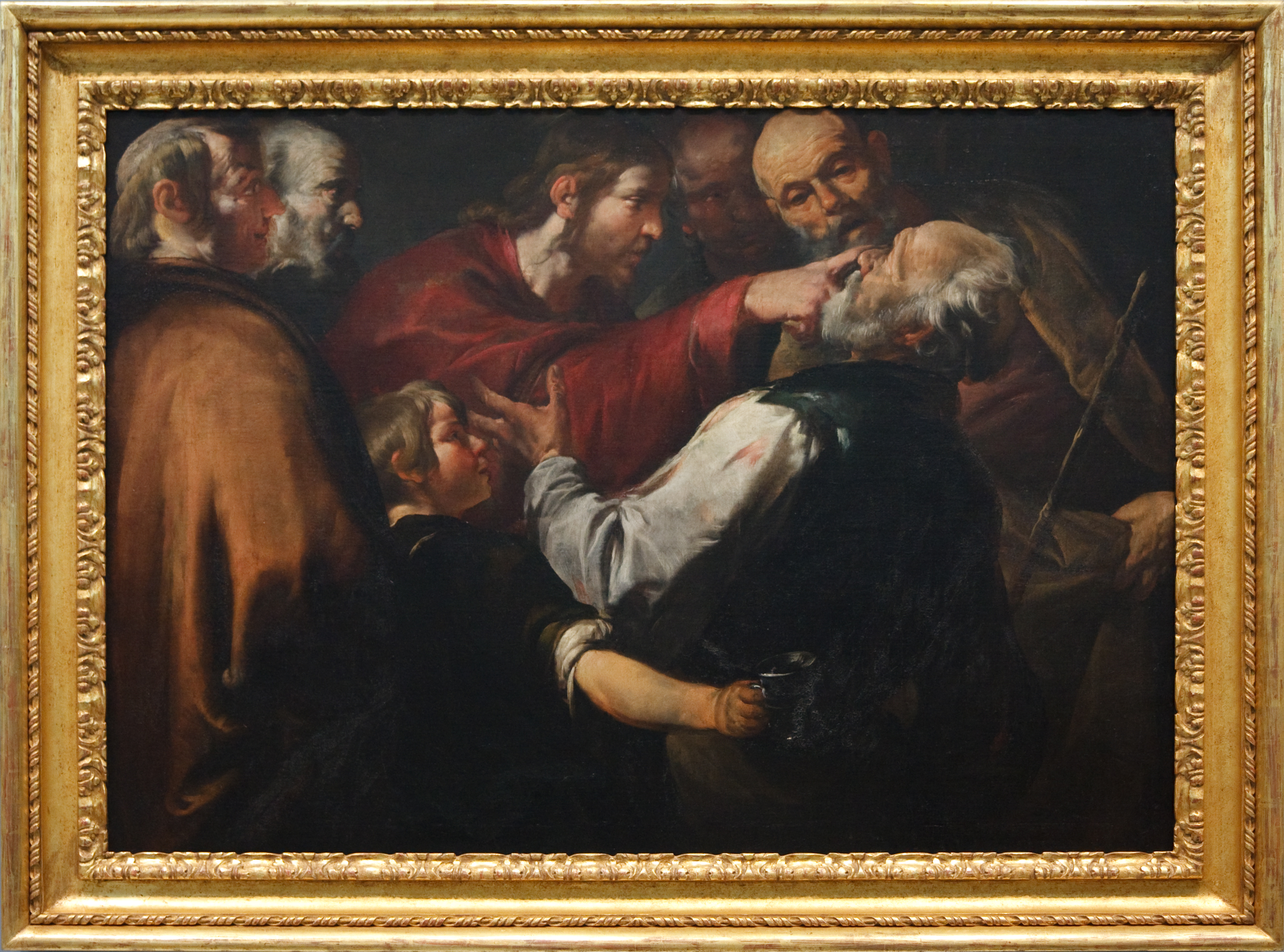
Curació del cec de Betsaida
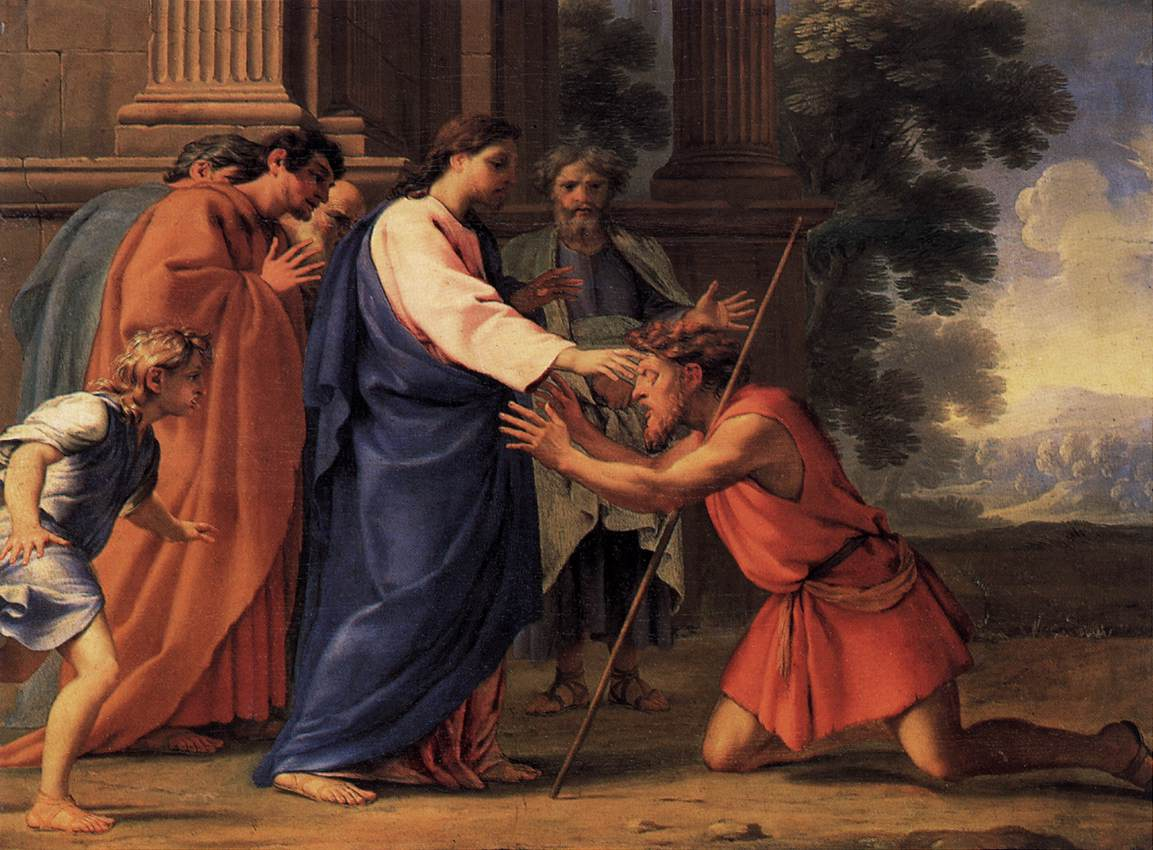
Curació del cec Bartimeu a Jericó
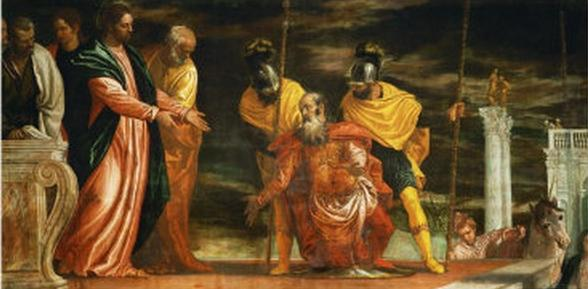
Curació del criat del centurió
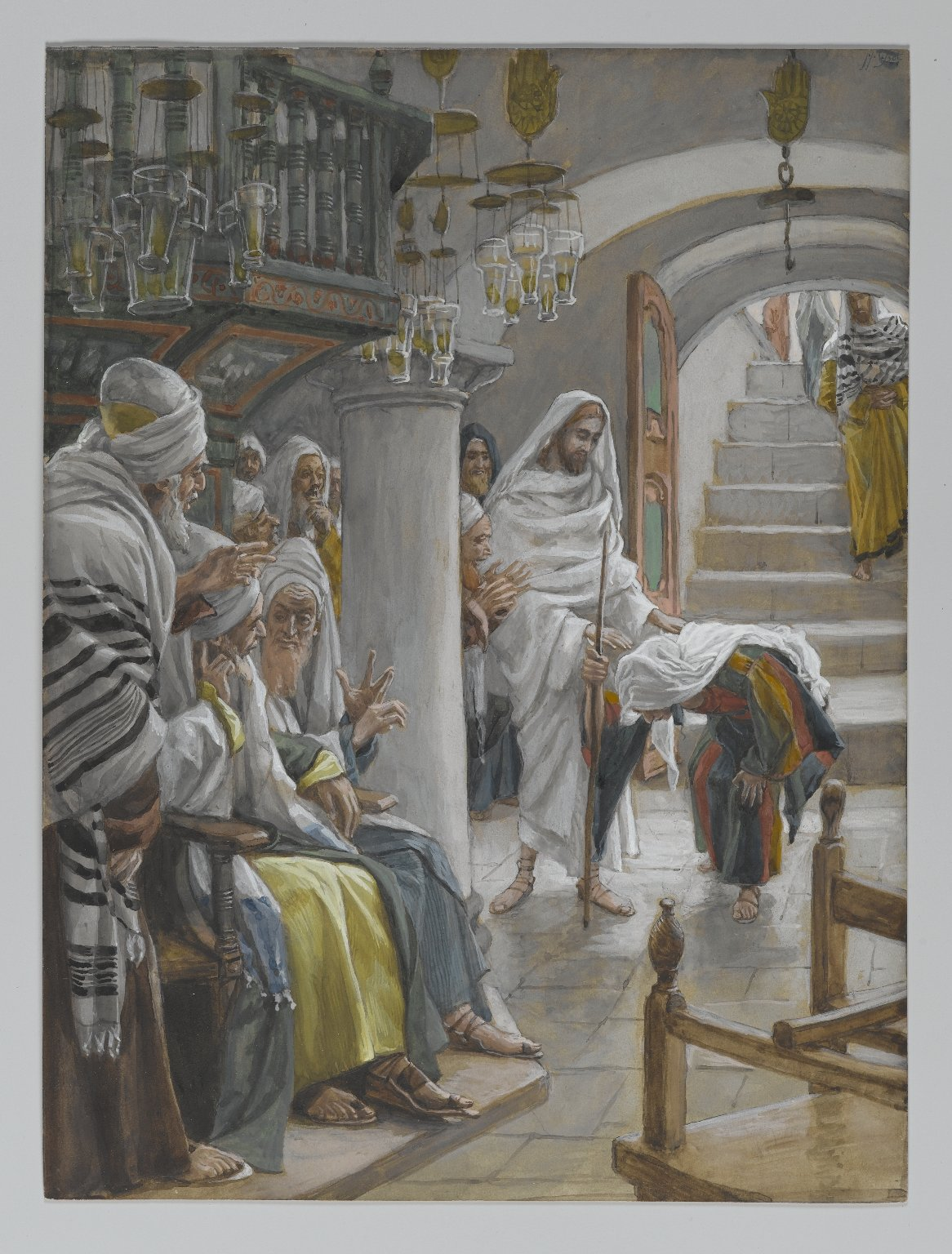
Curació de la dona encorbada
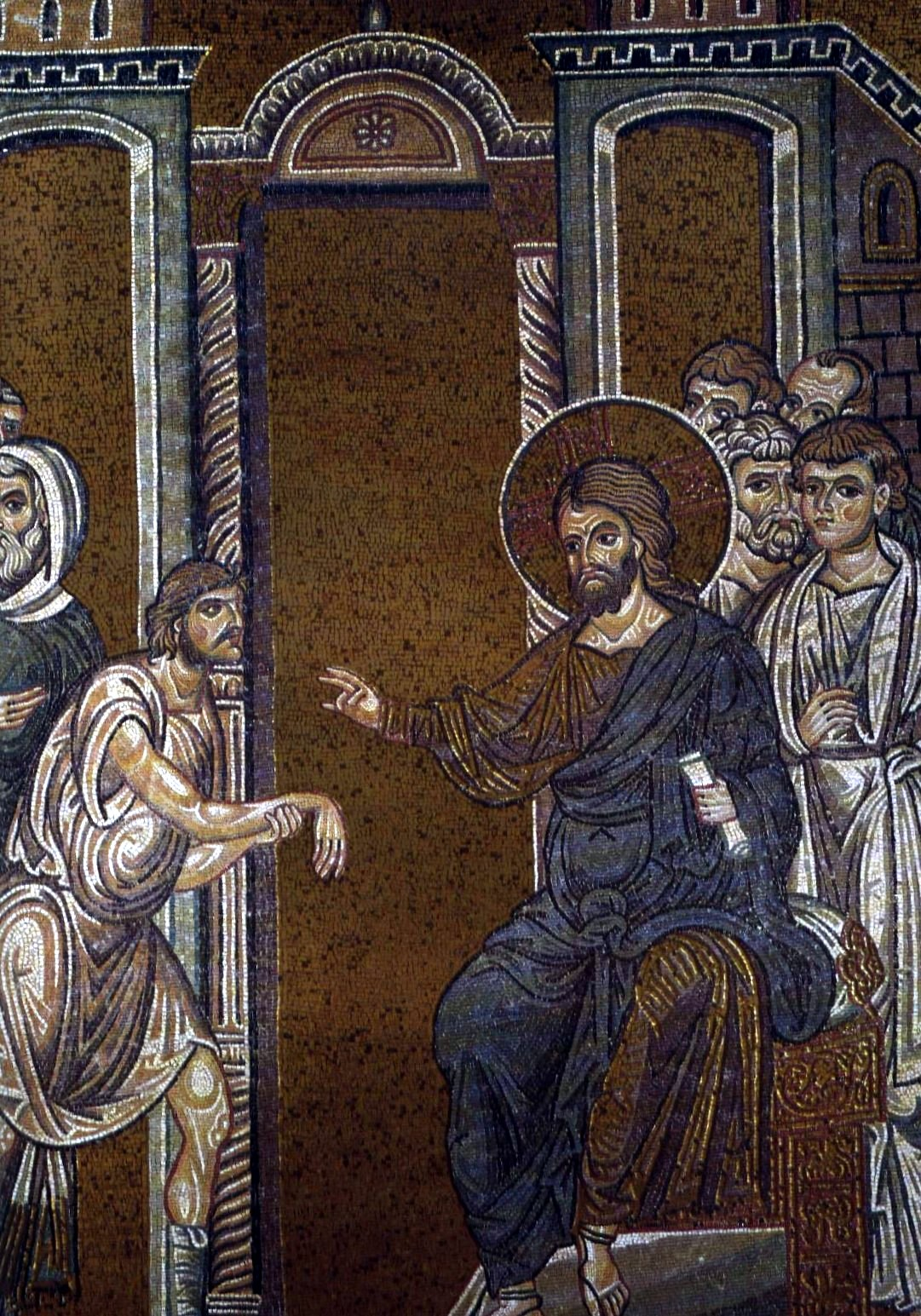
Curació de l'home de la mà paralitzada
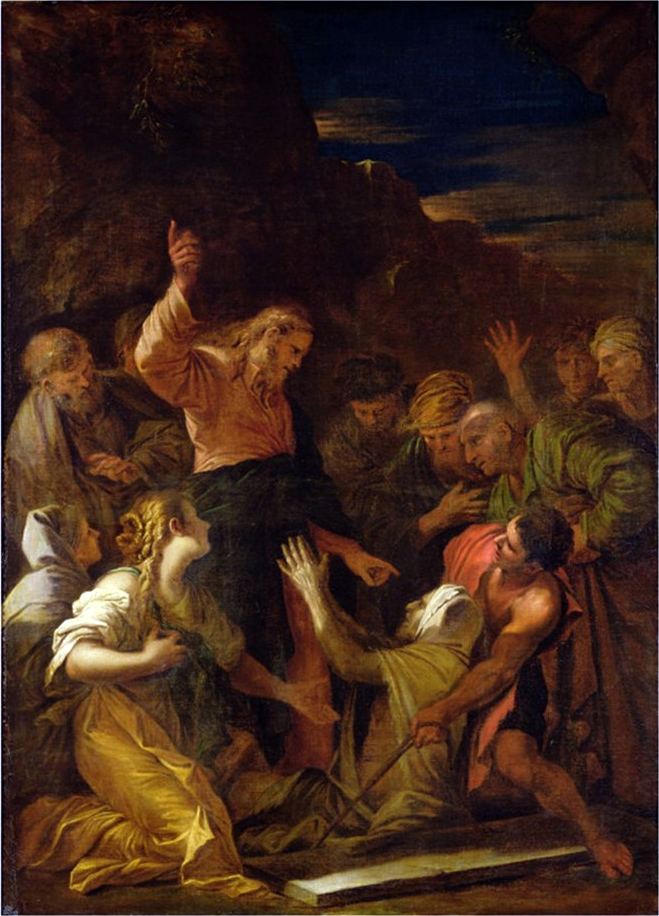
Curació d'un leprós
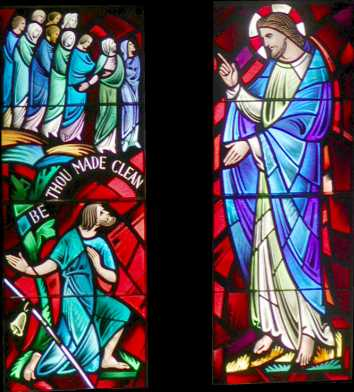
Curació de deu leprosos
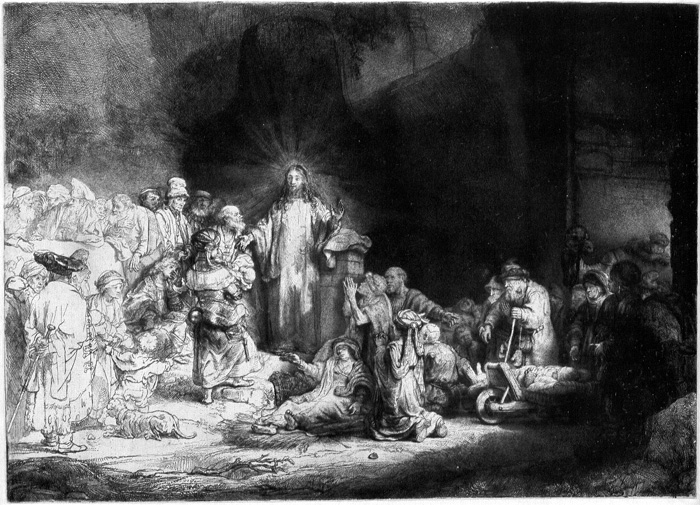
Curació d'un hidròpic
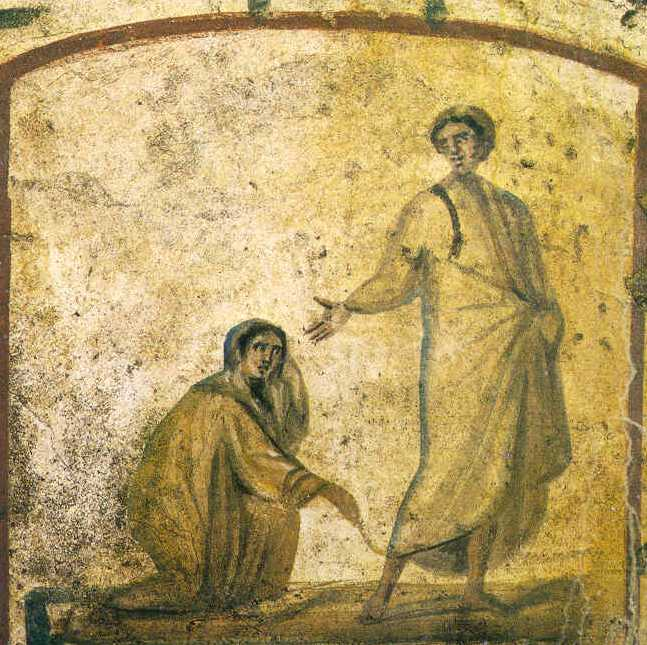
Curació d'una dona amb hemorràgies
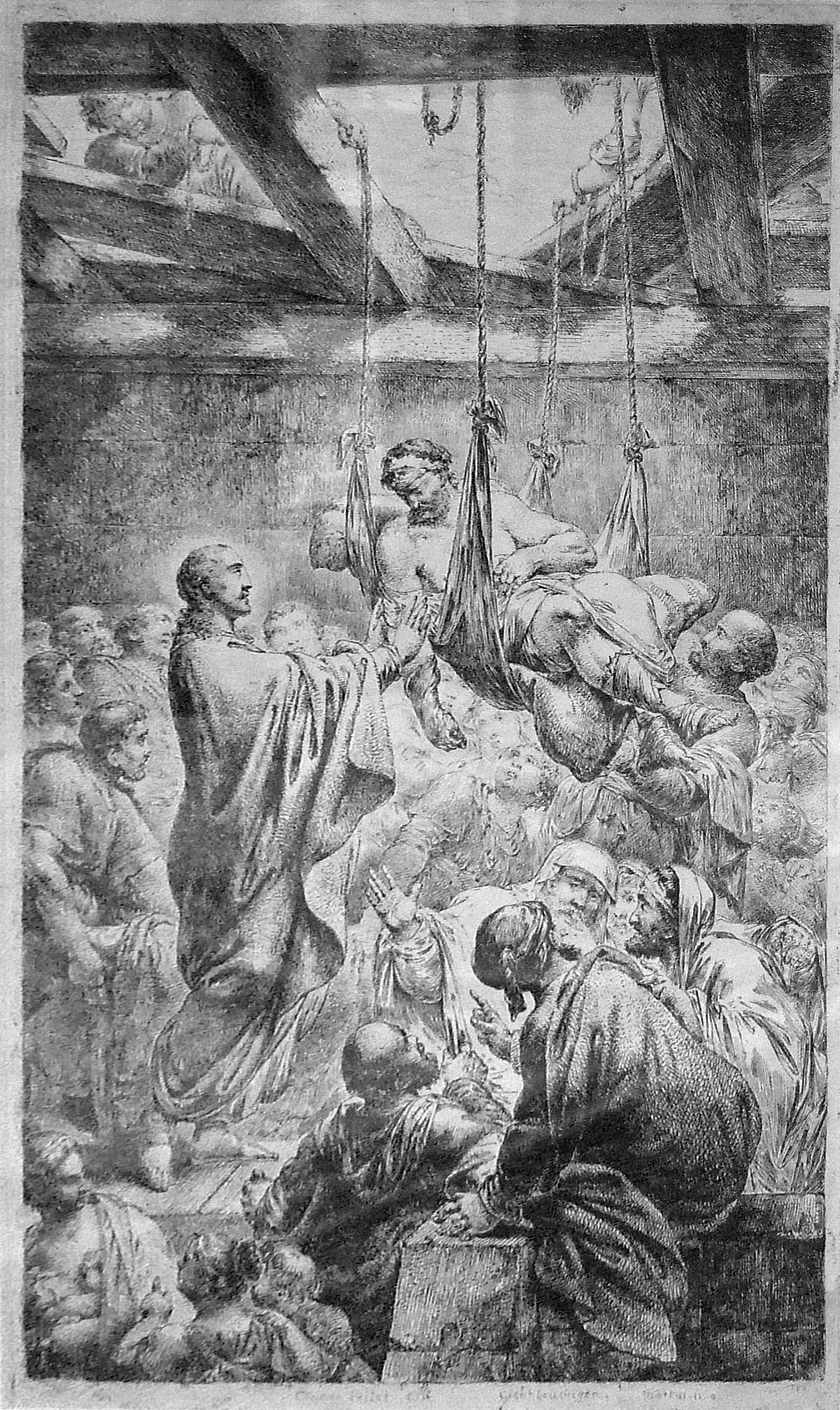
Curació del paralític a Cafarnaüm
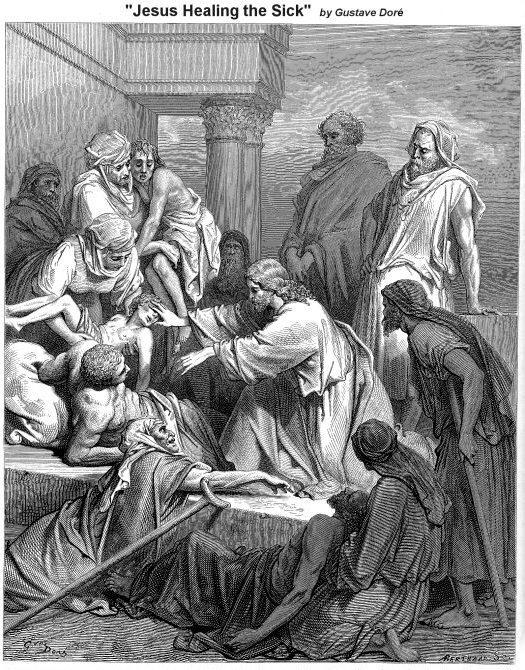
Curació de malalts de Genesaret
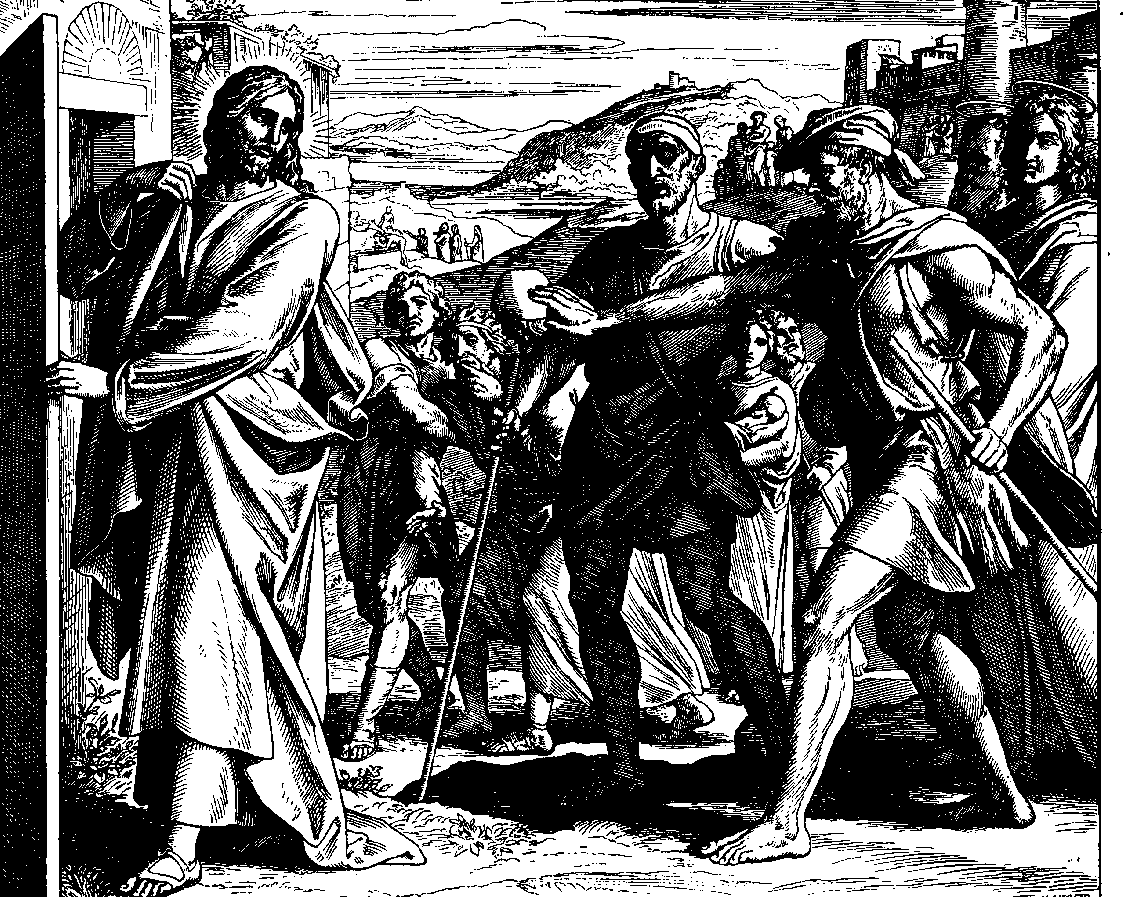
Curació dels dos cecs

### Exorcismes

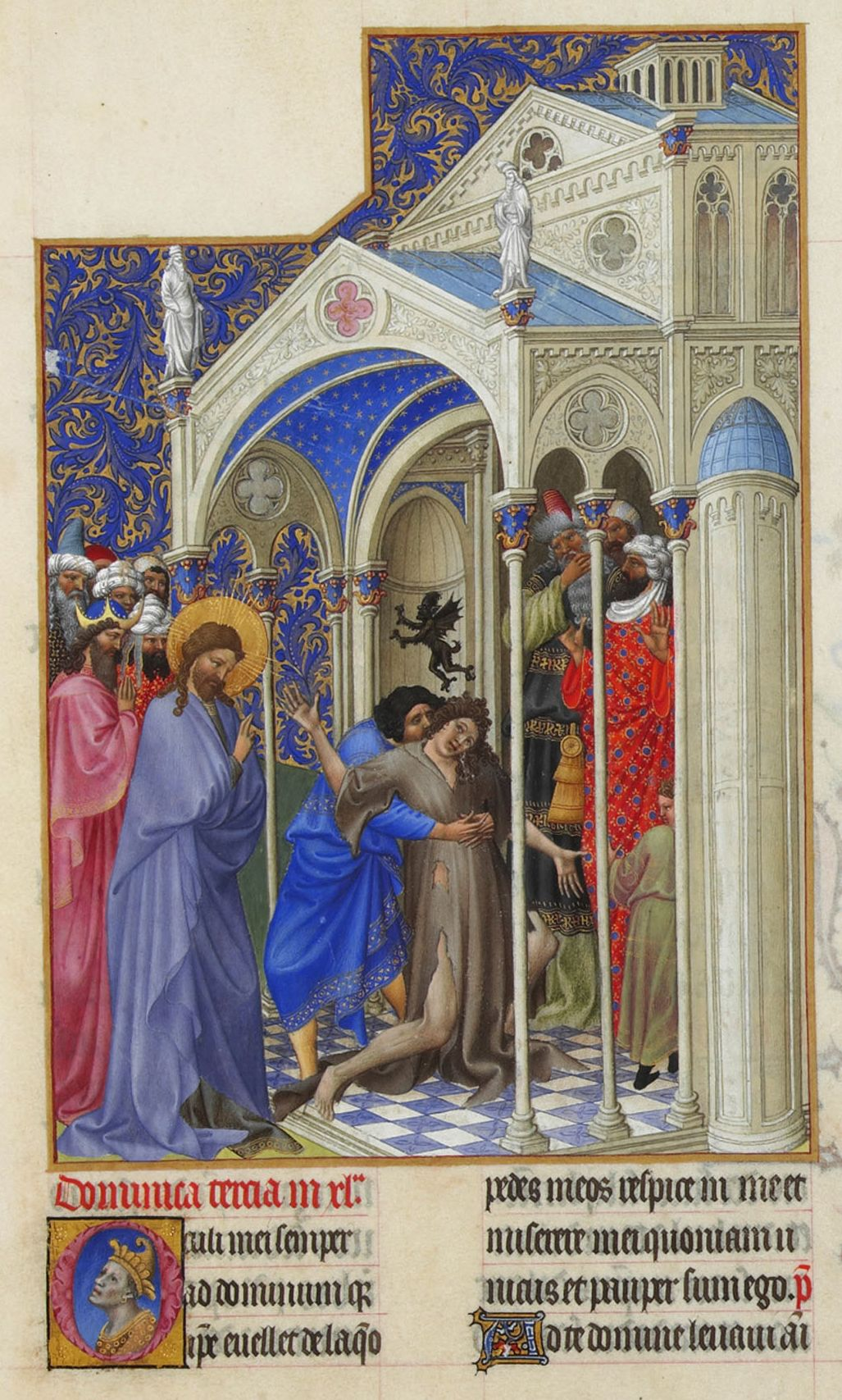
Guarició d'un noi posseït d'un esperit maligne
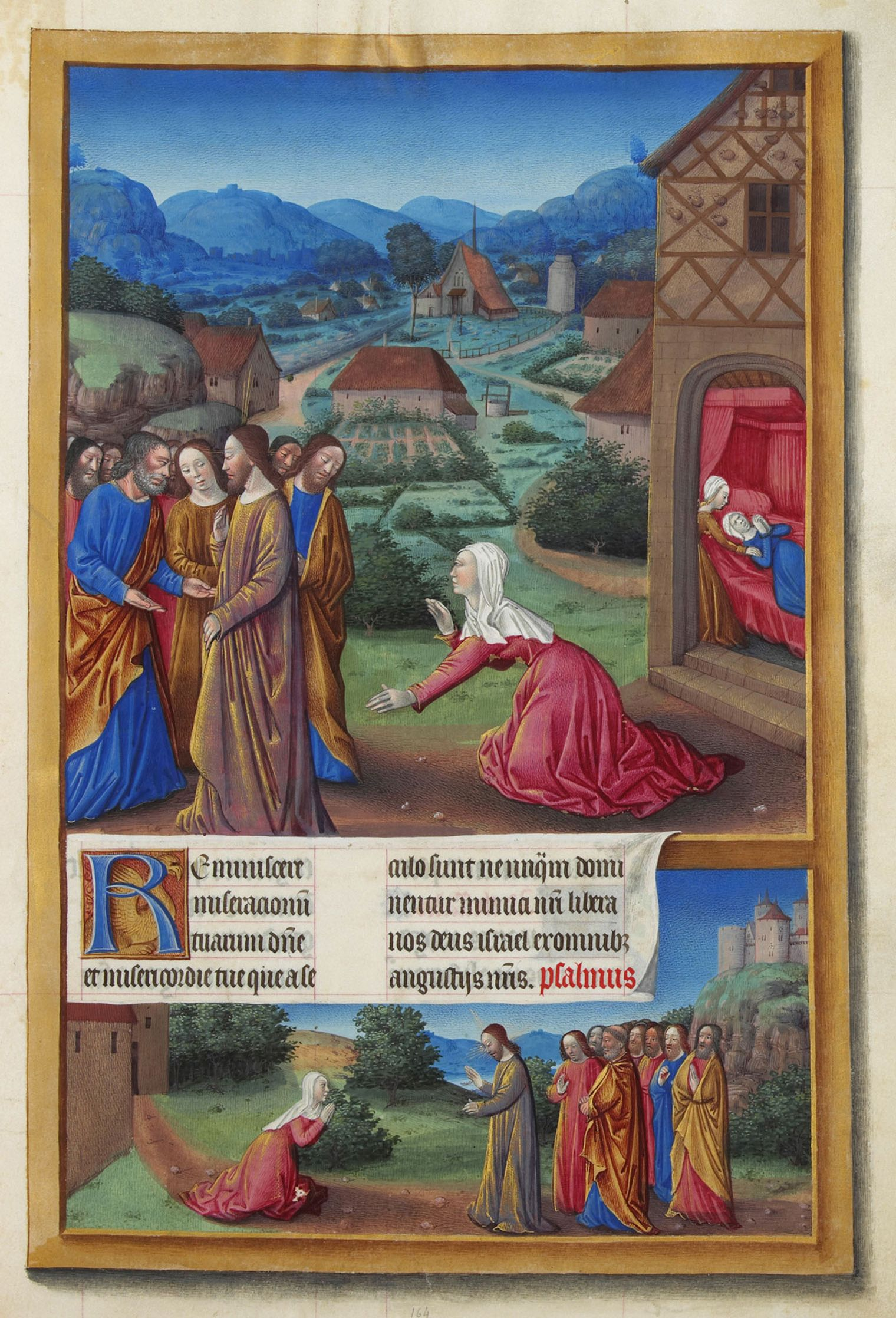
Guarició de la filla d'una sirofenícia
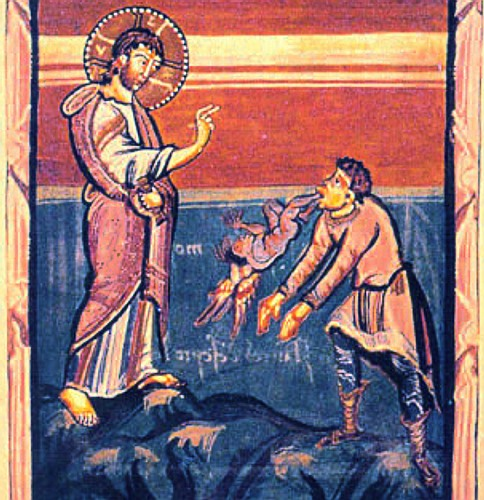
L'endimoniat de Gèrasa
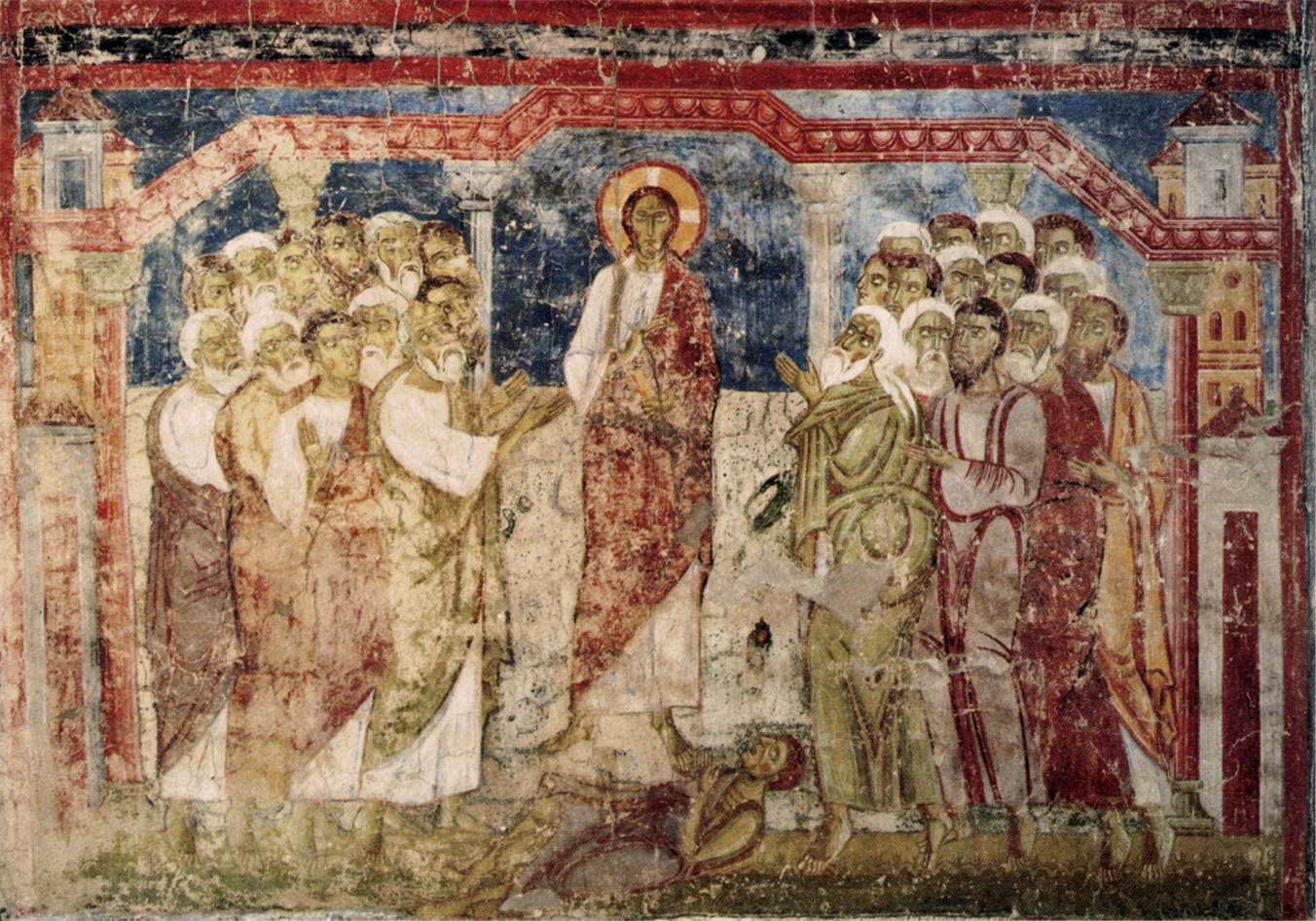
L'endimoniat a la sinagoga de Cafarnaüm
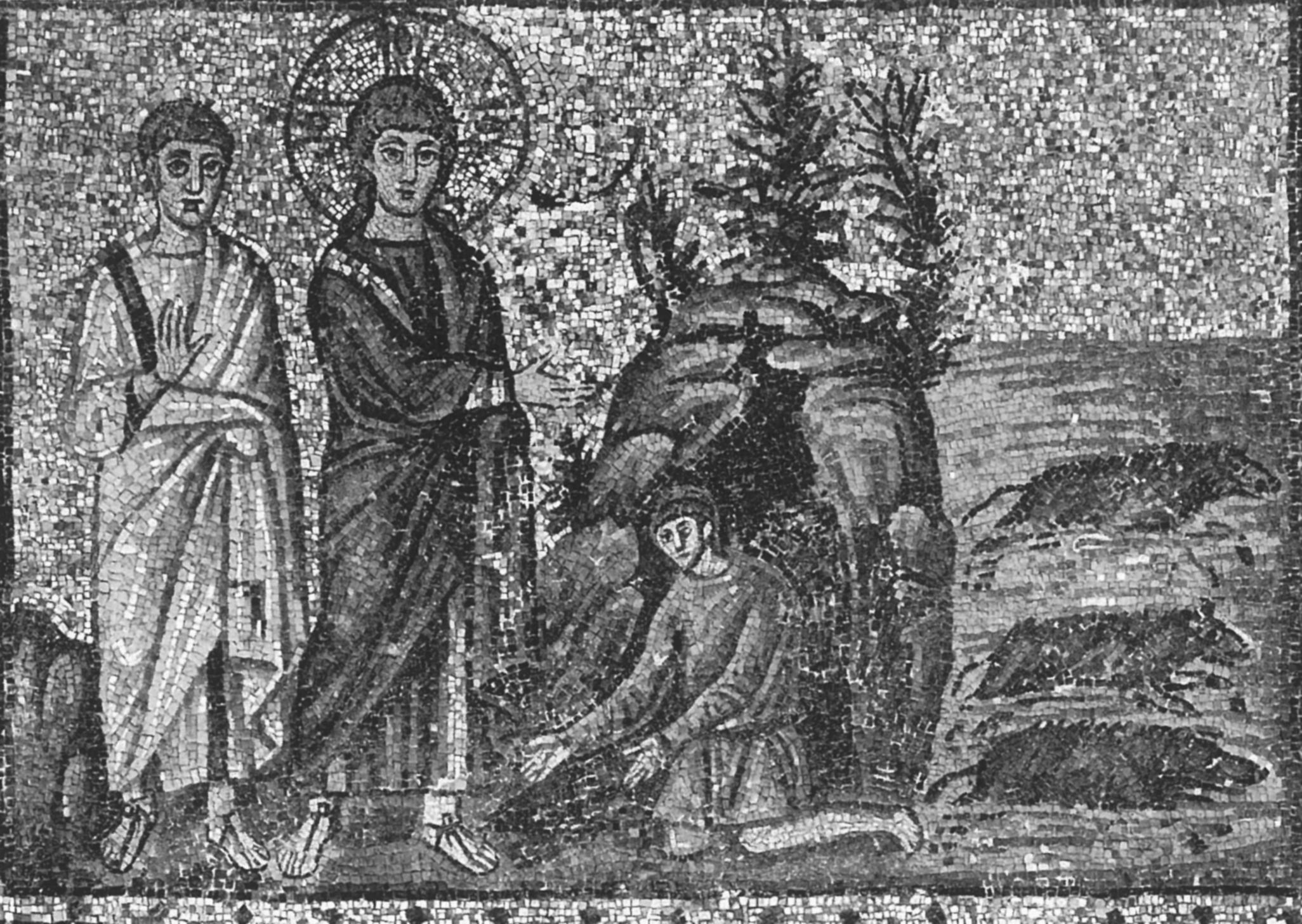
Curació dels endimoniats
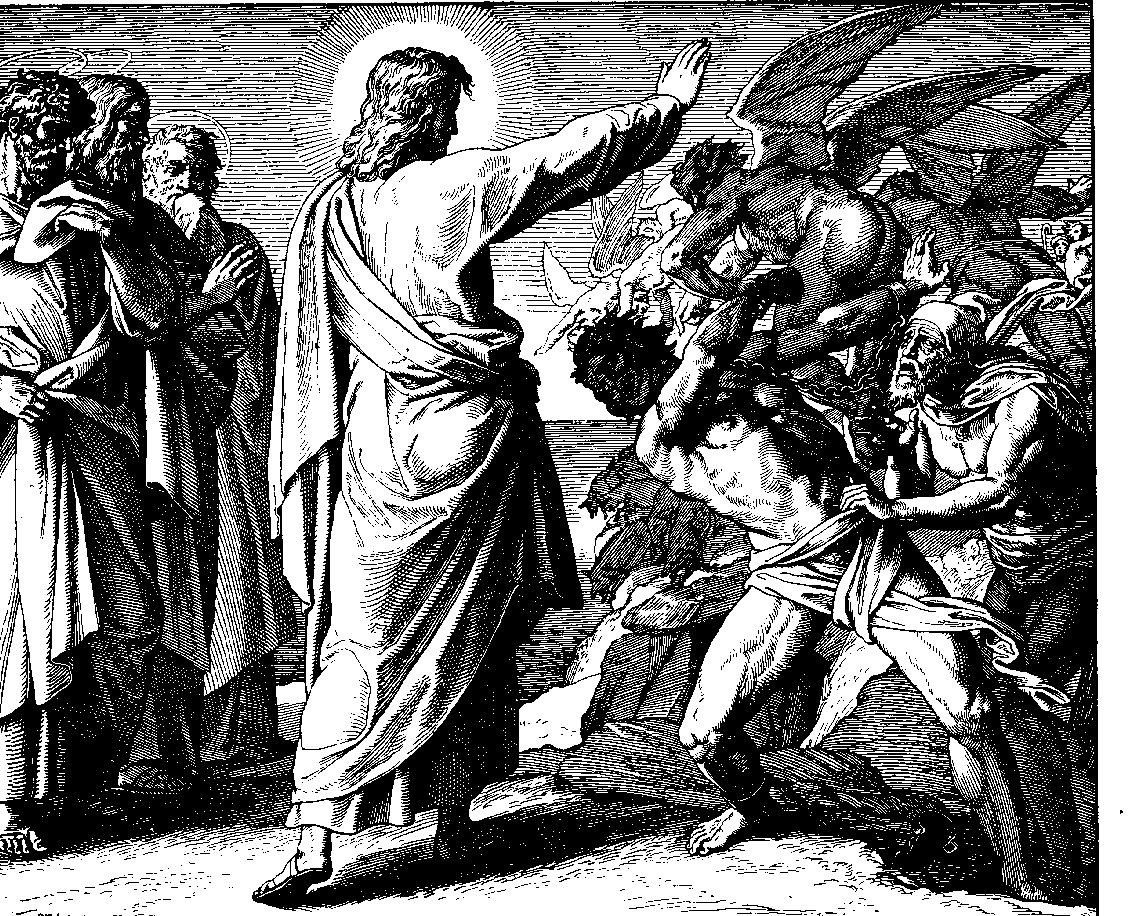
L'endimoniat mut i cec
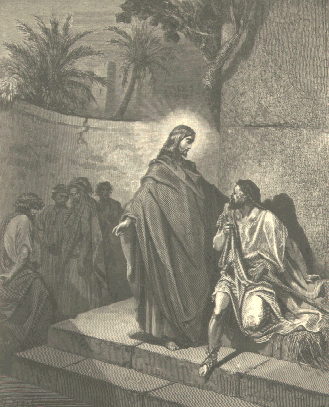
El mut posseït per un dimoni

### Resurrecció dels morts

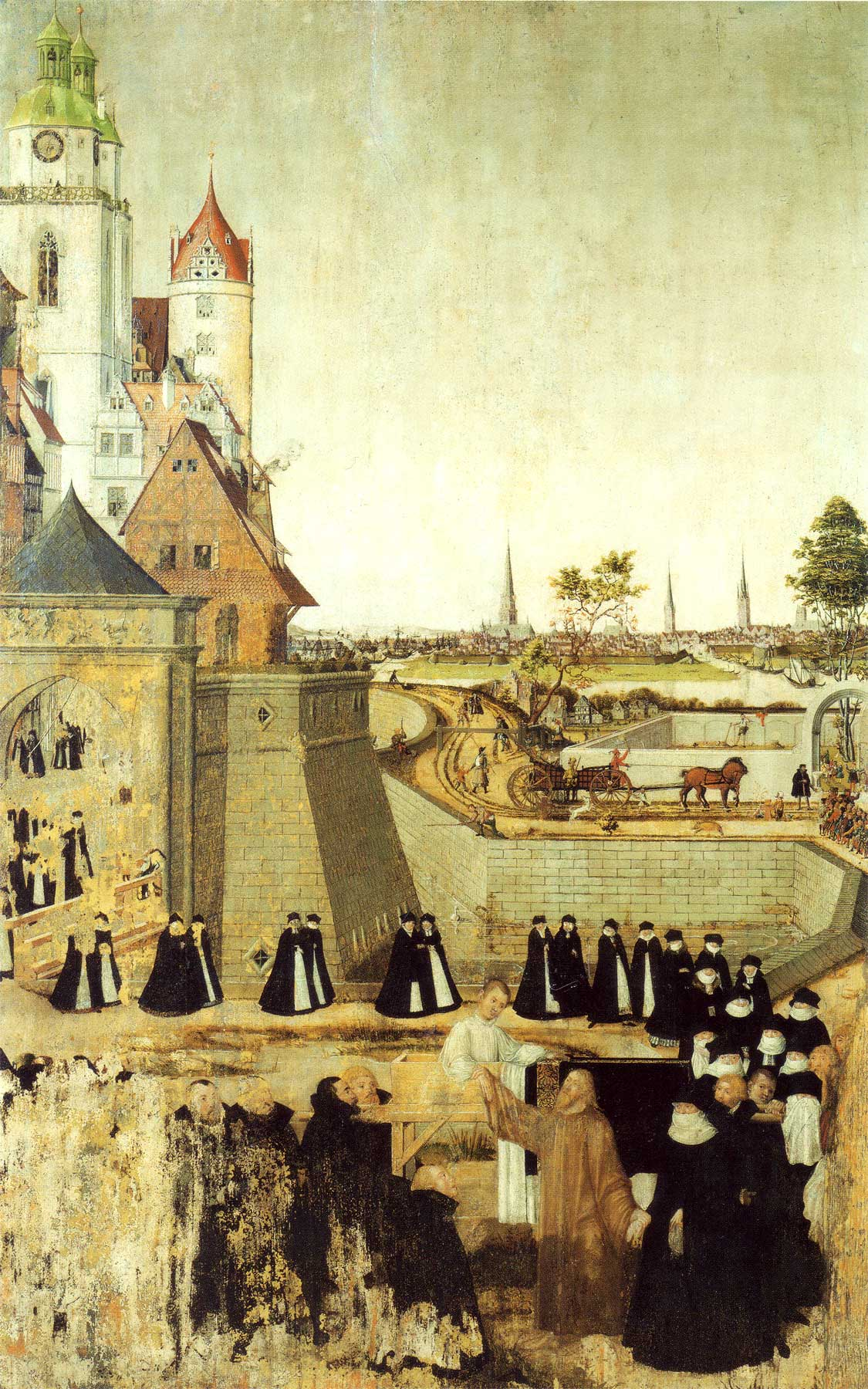
Resurrecció del fill d'una viuda de Naïm
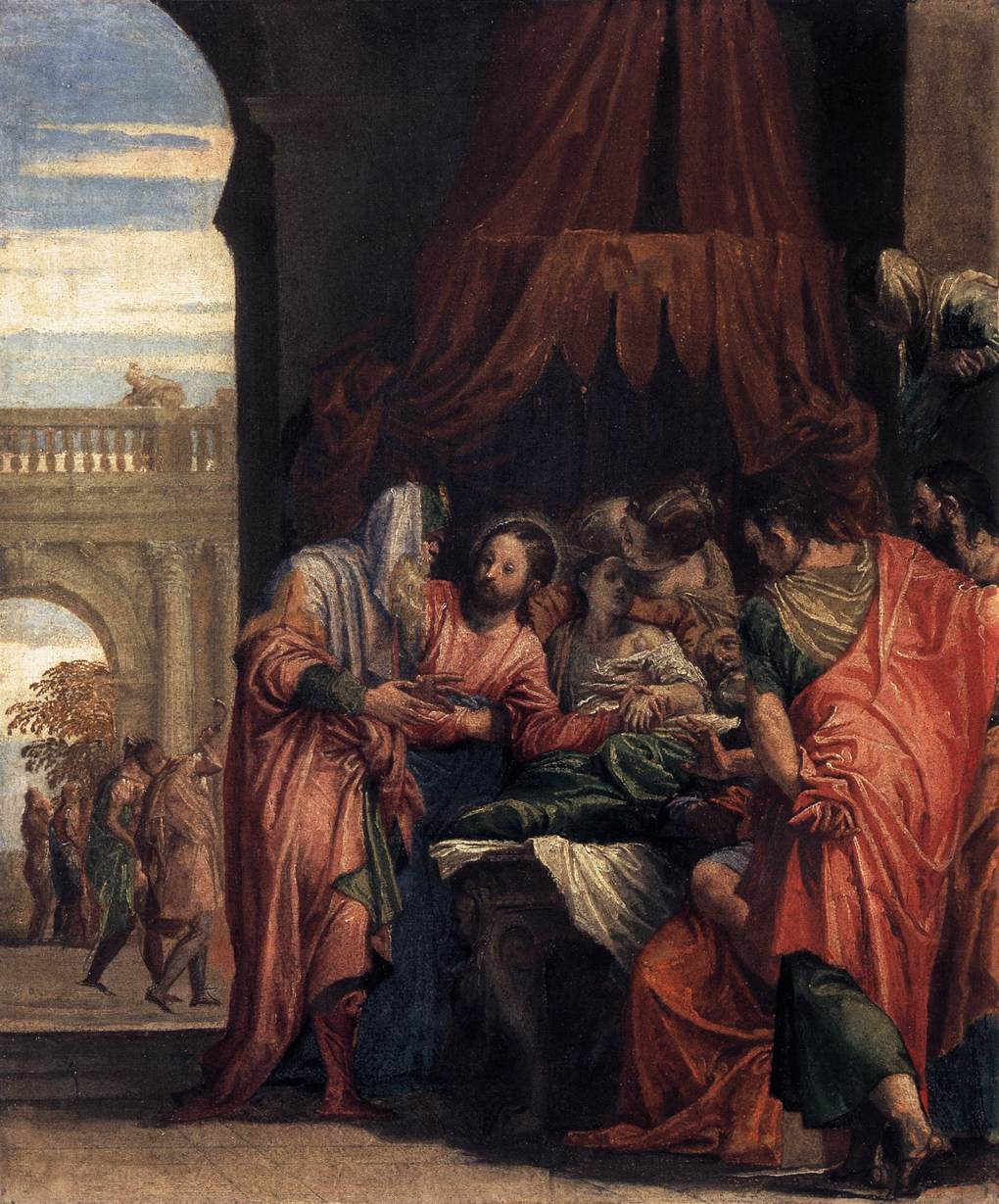
Resurrecció de la filla de Jaire
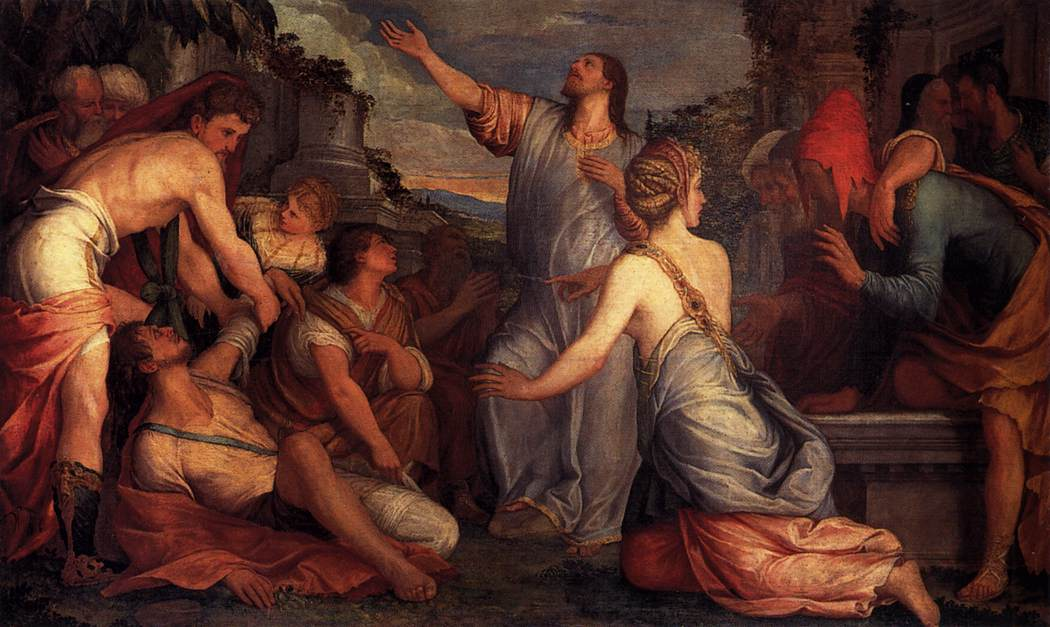
Resurrecció de Llàtzer

### Control sobre natura

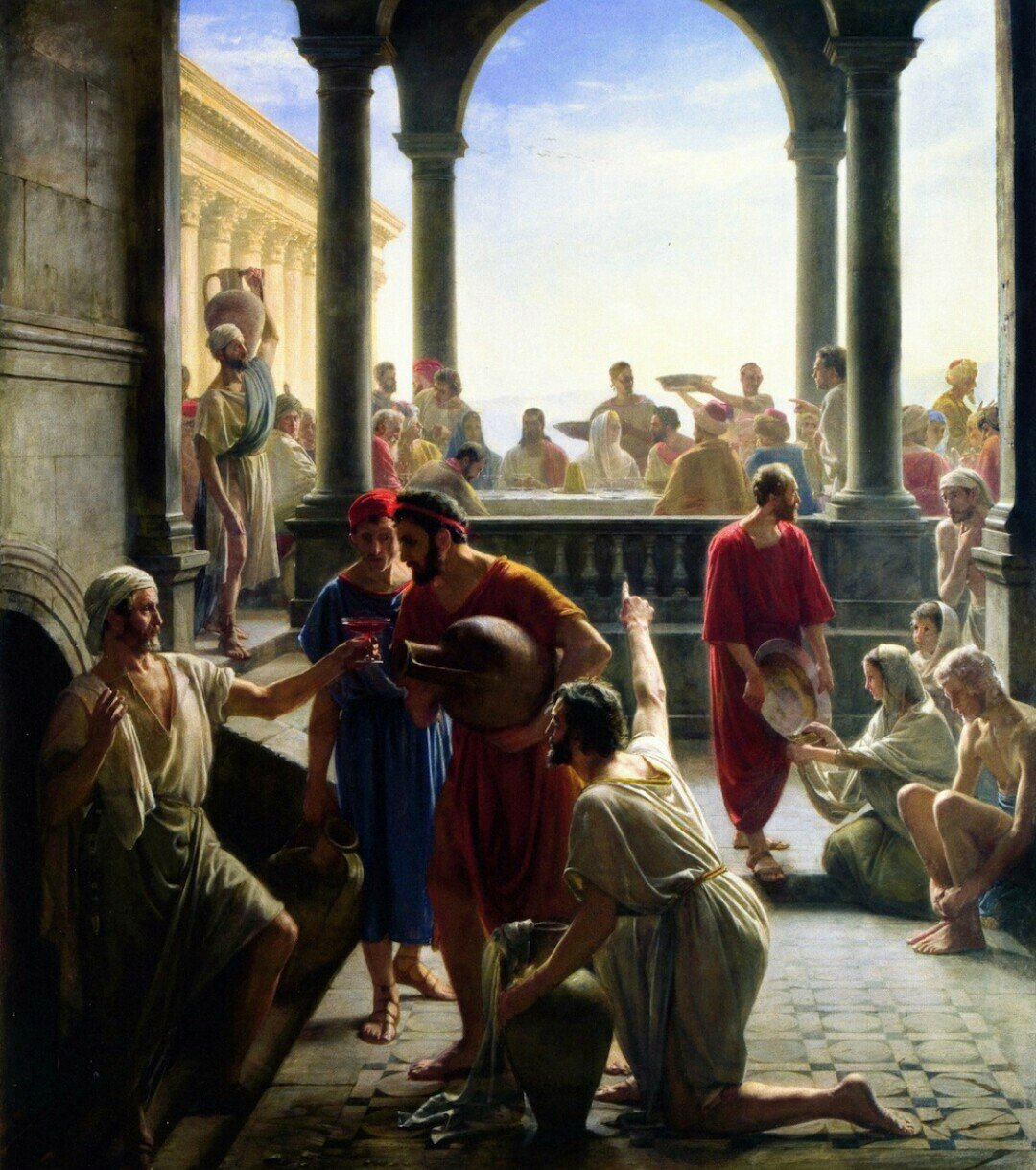
La conversió de l'aigua en vi
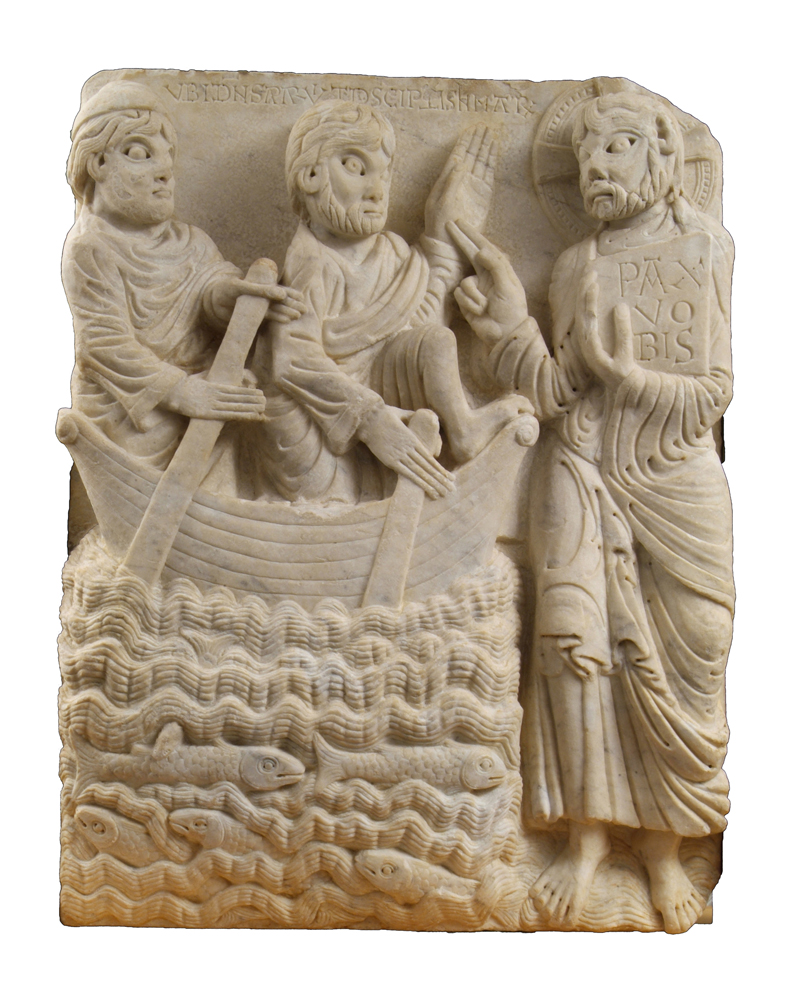
Jesús camina sobre l'aigua
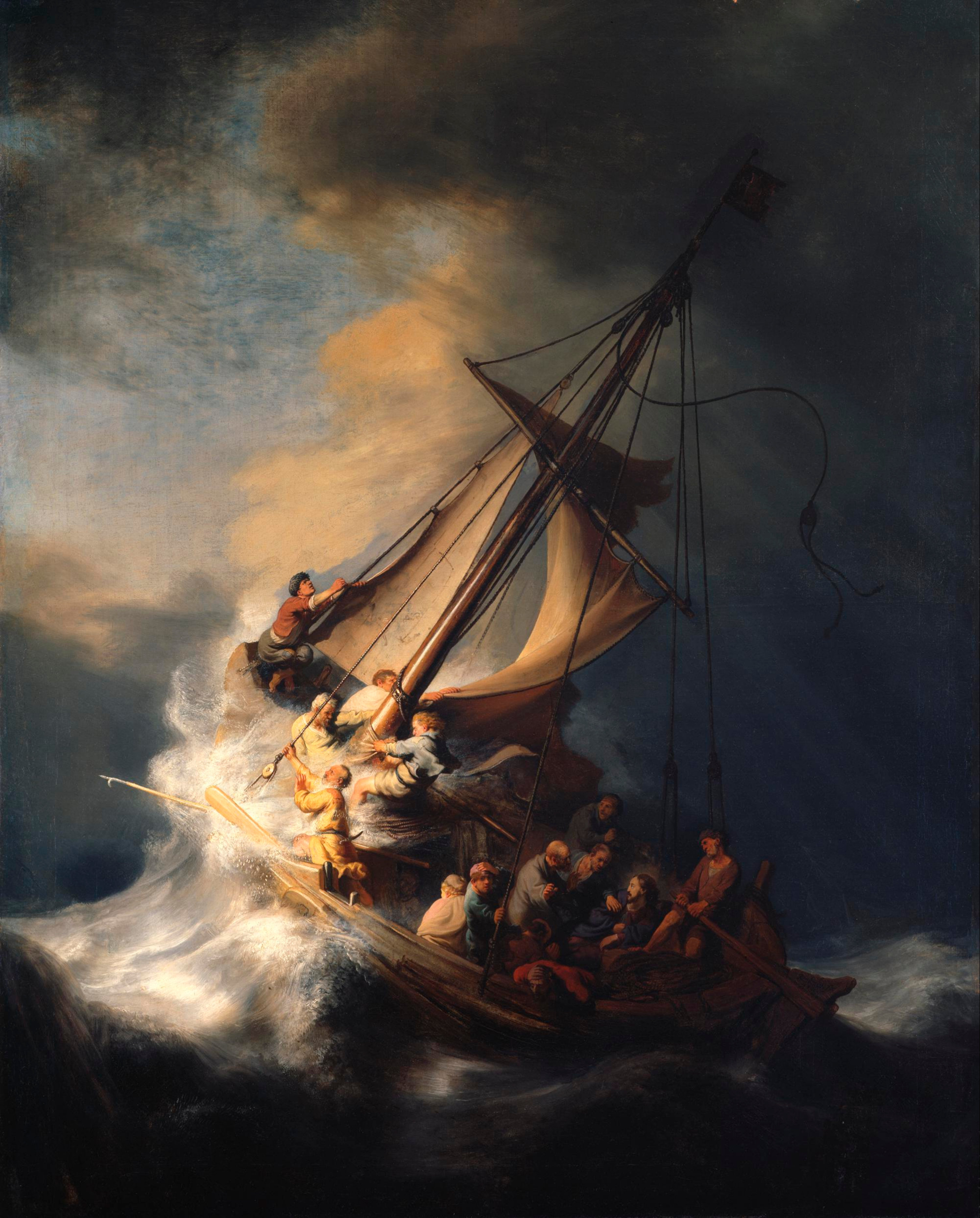
La tempesta calmada
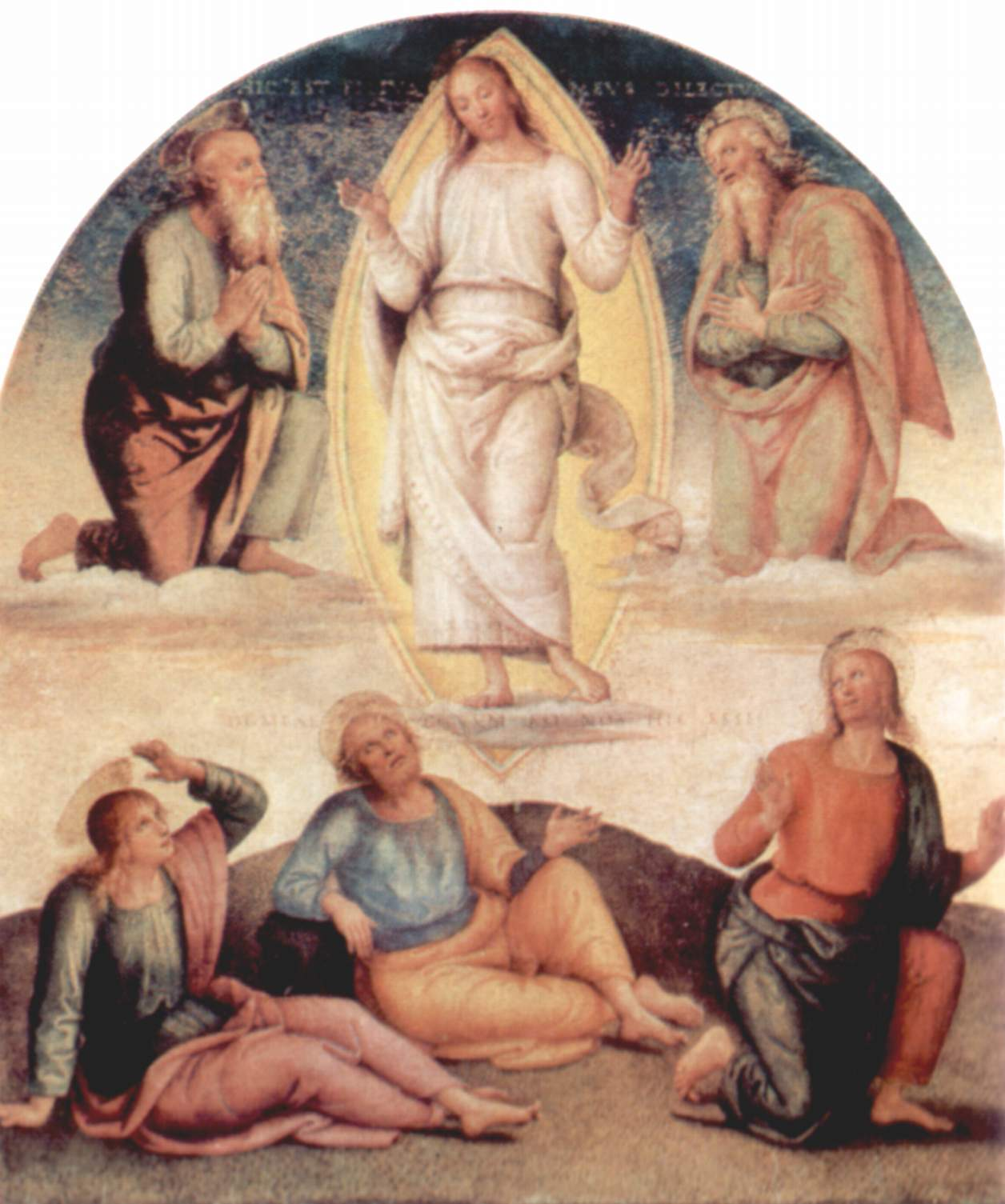
Transfiguració de Jesús
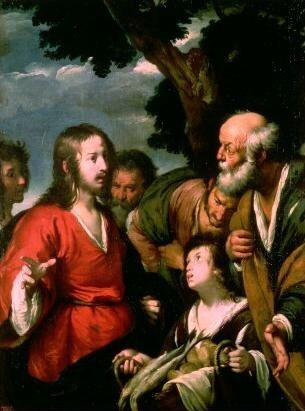
La multiplicació dels pans i dels peixos
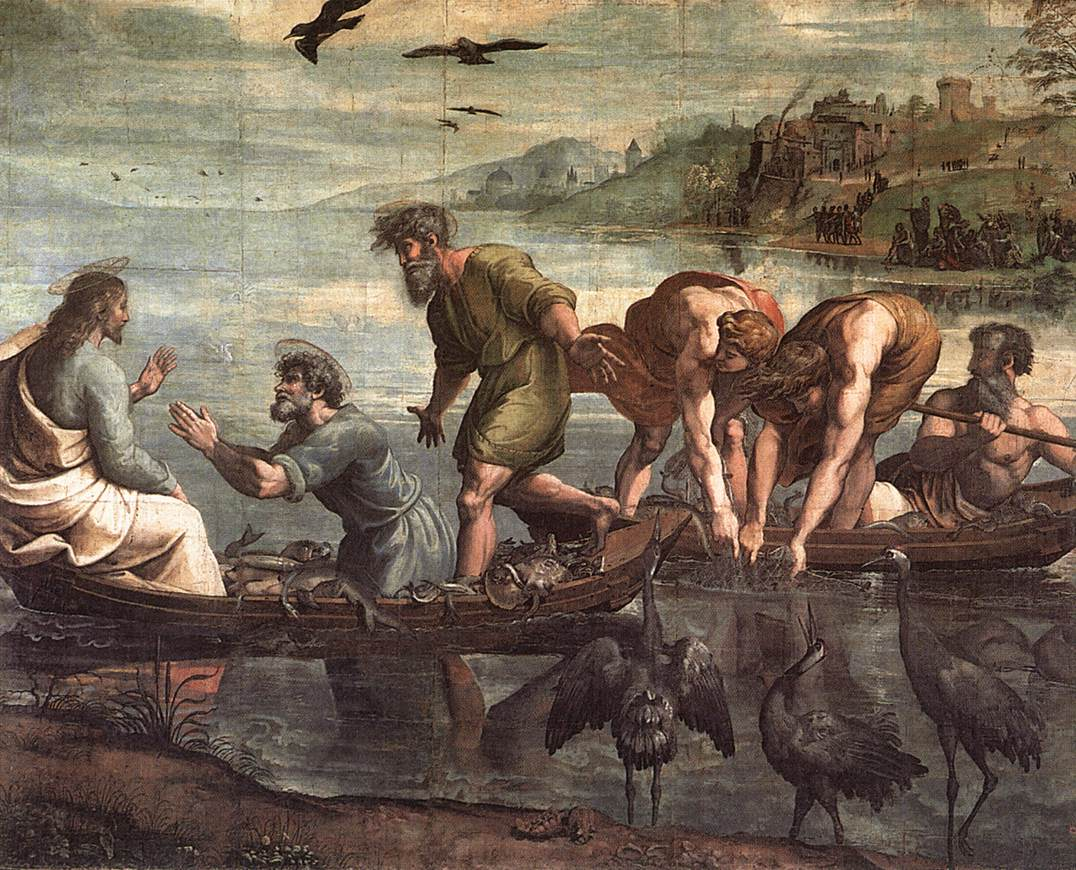
La pesca miraculosa
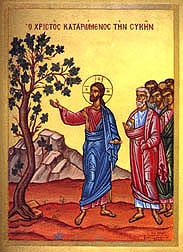
Maledicció de la figuera
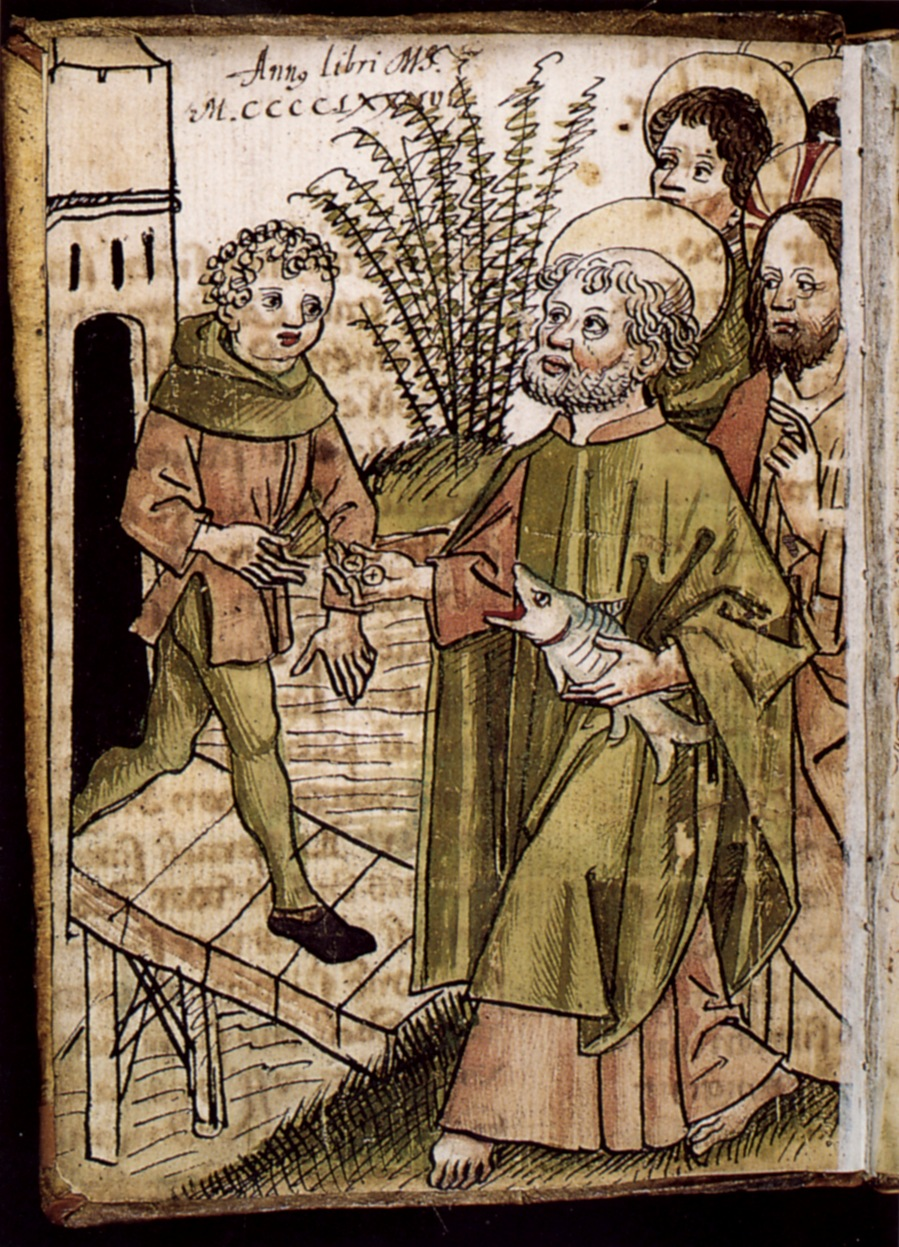
El tribut del temple